# Liste der Biografien/Tha
Liste der Biografien |
Portal Biografien |
Personensuche
# |
A |
B |
C |
D |
E |
F |
G |
H |
I |
J |
K |
L |
M |
N |
O |
P |
Q |
R |
S |
T |
U |
V |
W |
X |
Y |
Z |
?
 
Ta |
Tc |
Te |
Tf |
Tg |
Th |
Ti |
Tj |
Tk |
Tl |
Tm |
To |
Tq |
Tr |
Ts |
Tu |
Tv |
Tw |
Tx |
Ty |
Tz
 
Tha |
The |
Thi |
Thj |
Thn |
Tho |
Thr |
Thu |
Thw |
Thy
Die Liste der Biografien führt alle Personen auf, die in der deutschsprachigen Wikipedia einen Artikel haben. Dieses ist eine Teilliste mit 659 Einträgen von Personen, deren Namen mit den Buchstaben „Tha“ beginnt.

## Tha

### Thaa
- Thaa, Winfried (* 1952), deutscher Politologe
- Thaanum, Ditlev (1867–1963), US-amerikanischer Amateur-Malakologe und Schneckensammler dänischer Herkunft
- Thaarup, Troels Malling (* 1972), dänischer Schauspieler

### Thab
- Thabana, Motlalepula (* 1950), lesothischer Leichtathlet
- Thabane, Thomas (* 1939), lesothischer Politiker
- Thabeet, Hasheem (* 1987), tansanischer BasketballspielerHasheem Thabeet (* 1987)

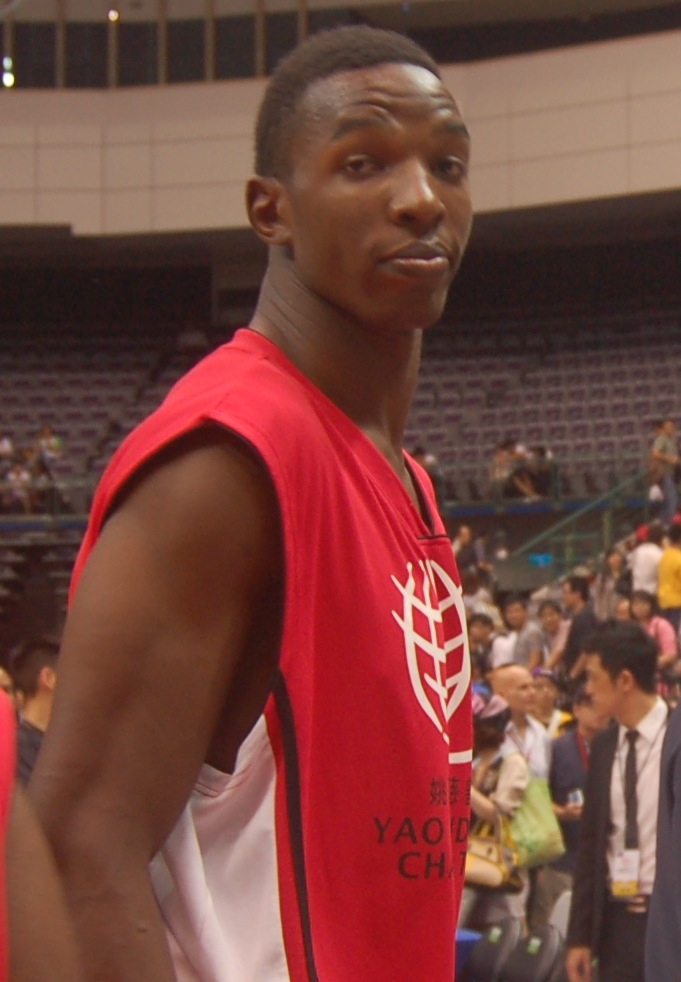
Hasheem Thabeet (* 1987)

- Thabet, Alaa (* 1965), ägyptischer Journalist
- Thabet, Fadia Najib (* 1985), jemenitische Beamtin und Menschenrechtsaktivistin
- Thabit ibn Qurra (826–901), syrischer Mathematiker, Astronom, Astrologe, Magier, Physiker, Mediziner und Philosoph
- Thabit, Ayub (1884–1951), libanesischer Politiker
- Thabor, Johannes (1878–1949), deutscher Politiker (SPD), MdR, MdL

### Thac
- Thach, John S. (1905–1981), US-amerikanischer Marinejagdpilot und Admiral
- Thạch, Kim Tuấn (* 1994), vietnamesischer Gewichtheber
- Thacher, Ryan (* 1989), US-amerikanischer Tennisspieler
- Thacher, Thomas (1756–1812), US-amerikanischer Geistlicher
- Thacher, Thomas Chandler (1858–1945), US-amerikanischer Politiker
- Thacher, Thomas D. (1881–1950), US-amerikanischer Jurist, Richter und United States Solicitor General
- Thaçi, Hashim (* 1968), kosovarischer PolitikerHashim Thaçi (* 1968)

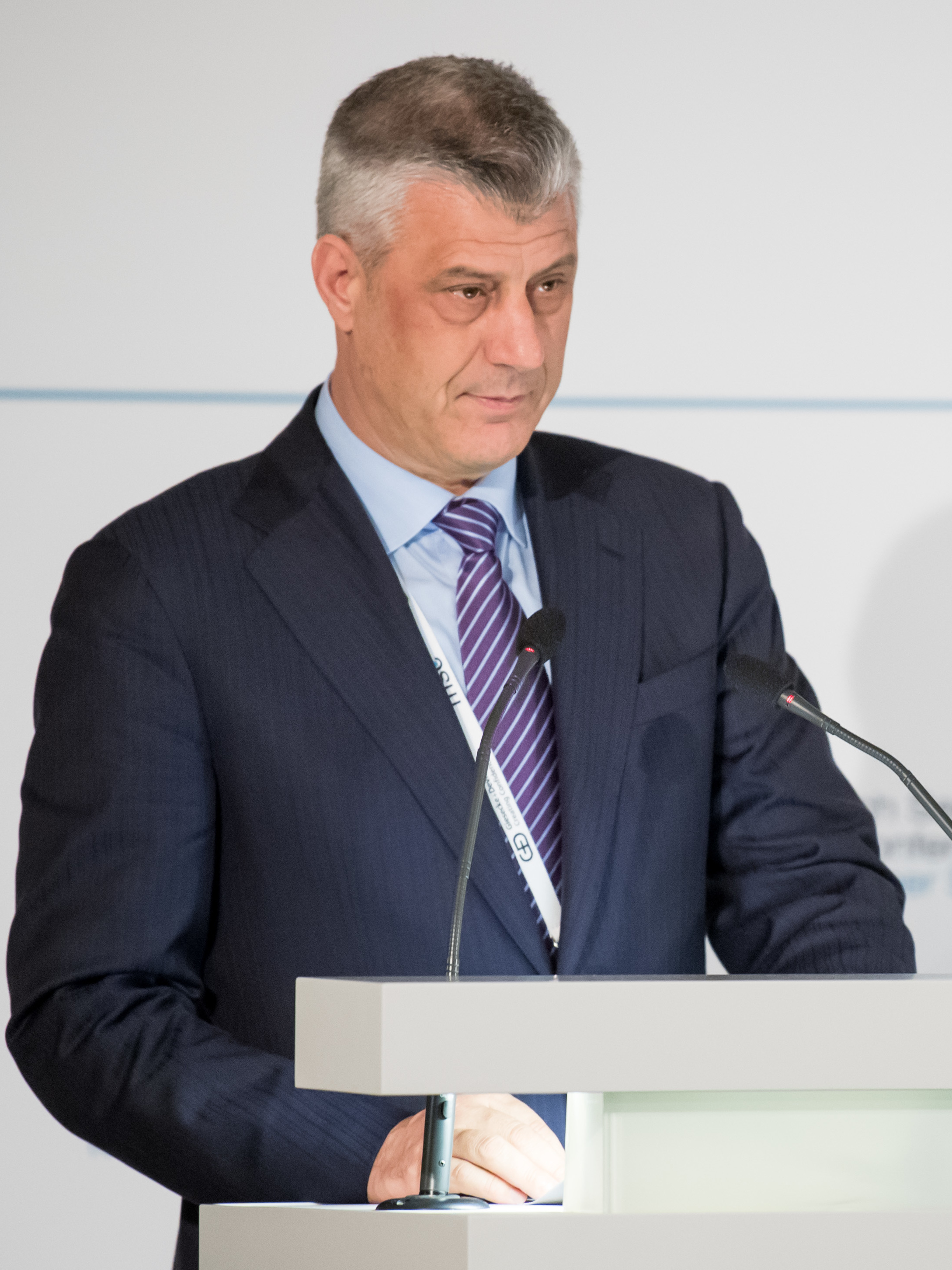
Hashim Thaçi (* 1968)

- Thaçi, Menduh (* 1965), nordmazedonischer Politiker (Albanische Demokratische Partei)
- Thacker, Charles P. (1943–2017), US-amerikanischer Informatiker
- Thacker, Edwin (1913–1974), südafrikanischer Leichtathlet
- Thacker, Janie (* 1977), englische Squashspielerin
- Thacker, Tab (1962–2007), US-amerikanischer Ringer und Filmschauspieler
- Thackeray, Andrew David (1910–1978), britischer Astronom
- Thackeray, Bal (1926–2012), indischer Politiker
- Thackeray, Henry St. John (1869–1930), britischer Sprach- und Bibelwissenschaftler
- Thackeray, John Francis (* 1952), südafrikanischer Paläoanthropologe und Professor
- Thackeray, Michael M., Chemiker und Batterieforscher
- Thackeray, Uddhav (* 1960), indischer Politiker (Shiv Sena), Chief Minister von Maharashtra
- Thackeray, William Makepeace (1811–1863), britischer Schriftsteller
- Thackery, Bud (1903–1990), US-amerikanischer Kameramann und Spezialeffektkünstler
- Thackery, Carl (* 1962), britischer Langstreckenläufer
- Thackery, Jimmy (* 1953), US-amerikanischer Blues-Sänger, Gitarrist und Komponist
- Thackray, Arnold (* 1939), englischer Chemiehistoriker
- Thackray, Emma-Jean, britische Musikerin (Trompete) und Musikproduzentin
- Thackray, Kris (* 1988), englischer Fußballspieler
- Thackwell, Mike (* 1961), neuseeländischer Formel-1-Fahrer

### Thad
- Thadani, Rasha (* 2005), indische Schauspielerin
- Thaddaios Studites († 816), bulgarischer orthodoxer Mönch
- Thaddäus von Parma, Gelehrter
- Thaddäus, Jan († 1652), böhmischer Priester, Schriftsteller und Humanist
- Thadden, Adolf Gerhard Ludwig von (1858–1932), preußischer Verwaltungsjurist und Landrat
- Thadden, Adolf von (1921–1996), deutscher Politiker (NPD), MdB, MdLAdolf von Thadden (1921–1996)

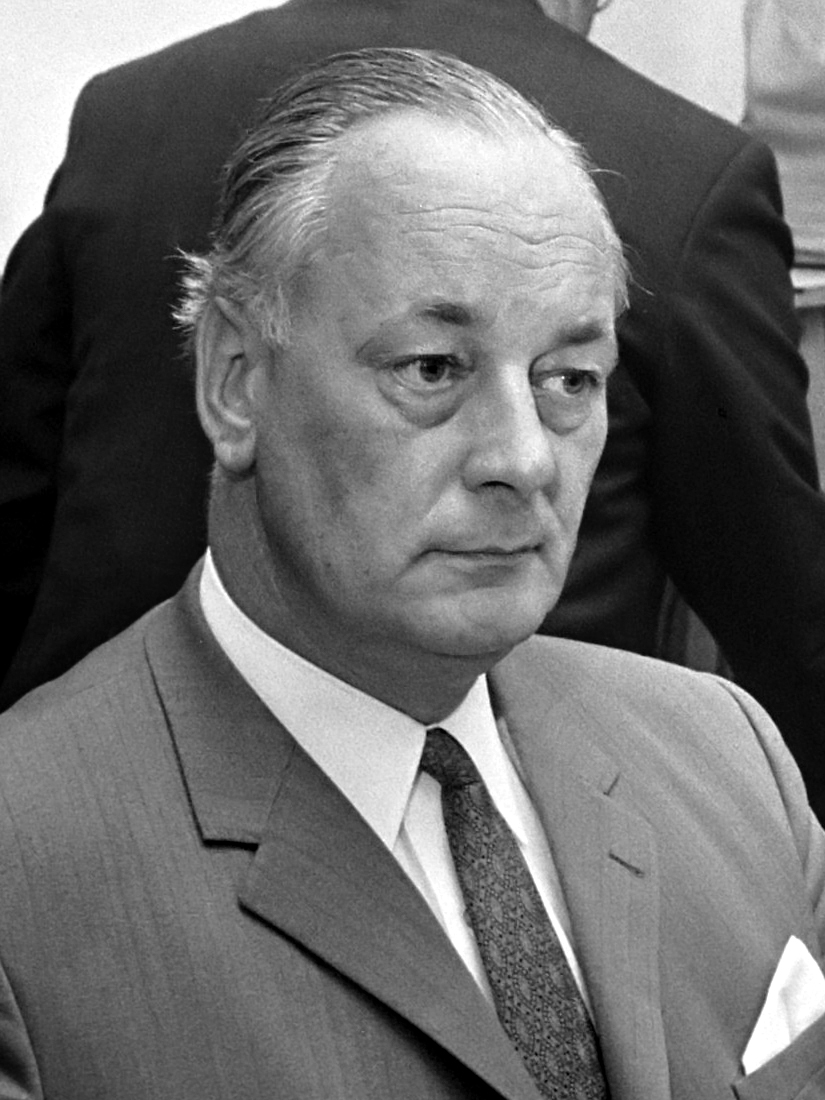
Adolf von Thadden (1921–1996)

- Thadden, Eberhard von (1909–1964), deutscher Jurist sowie Diplomat und Organisator von Judendeportationen
- Thadden, Elisabeth von (1890–1944), deutsche Widerstandskämpferin
- Thadden, Elisabeth von (* 1961), deutsche Journalistin, Literaturwissenschaftlerin und Sachbuchautorin
- Thadden, Ernst-Ludwig von (* 1959), deutscher Wirtschaftswissenschaftler
- Thadden, Ferdinand Leopold von (1798–1857), preußischer Oberstleutnant
- Thadden, Franz-Lorenz von (1924–1979), deutscher Politiker (CDU), MdB
- Thadden, Georg Reinhold von (1712–1784), preußischer Generalleutnant, Chef des Infanterieregiments Nr. 4 und Nr. 33 und Gouverneur der Festung Glatz
- Thadden, Gerhard von (1829–1873), preußischer Rittergutsbesitzer und Reichstagsabgeordneter
- Thadden, Henning von (1898–1945), deutscher Generalleutnant
- Thadden, Johann Leopold von (1736–1817), preußischer Generalleutnant, Chef des Infanterieregiments Nr. 3
- Thadden, Johannes von (* 1956), deutscher Parteifunktionär (CDU)
- Thadden, Reinold von (1891–1976), deutscher Jurist, Politiker und Gründer des Evangelischen Kirchentages, MdL
- Thadden, Rudolf von (1932–2015), deutscher Historiker
- Thadden, Wiebke von (* 1931), deutsche Schriftstellerin
- Thadden-Trieglaff, Adolf von (1796–1882), Pietist und Politiker (konservativ)
- Thadden-Trieglaff, Marie von (1822–1846), Ehefrau von Moritz Karl Henning von BlanckenburgMarie von Thadden-Trieglaff (1822–1846)

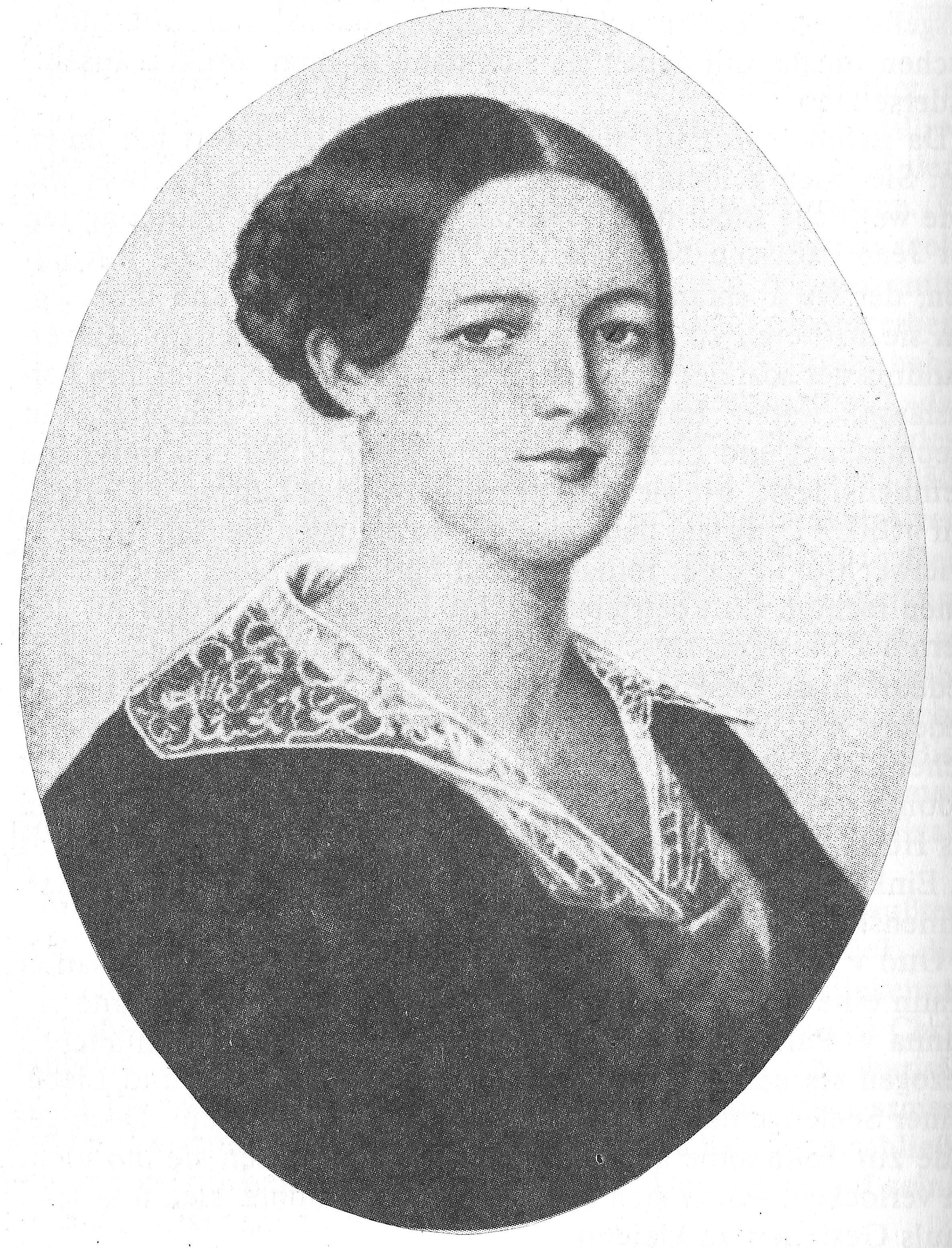
Marie von Thadden-Trieglaff (1822–1846)

- Thade, Heiner (* 1942), deutscher Moderner Fünfkämpfer
- Thaden, Adolf Georg Jakob von (1829–1879), Jurist
- Thaden, Alexa (* 2000), deutsche Volleyballspielerin
- Thaden, Friedrich Gottlieb Eduard von (1809–1886), Oberbürgermeister von Altona
- Thaden, Günther (1904–2001), deutscher Verwaltungsbeamter und Genealoge
- Thaden, Louise (1905–1979), US-amerikanische Fliegerin
- Thaden, Ludwig (1849–1896), deutscher Schriftsteller
- Thaden, Nicolaus von (1770–1848), dänischer Jurist
- Thadeusz, Jörg (* 1968), deutscher Journalist, Hörfunk- und Fernsehmoderator sowie SchriftstellerJörg Thadeusz (* 1968)

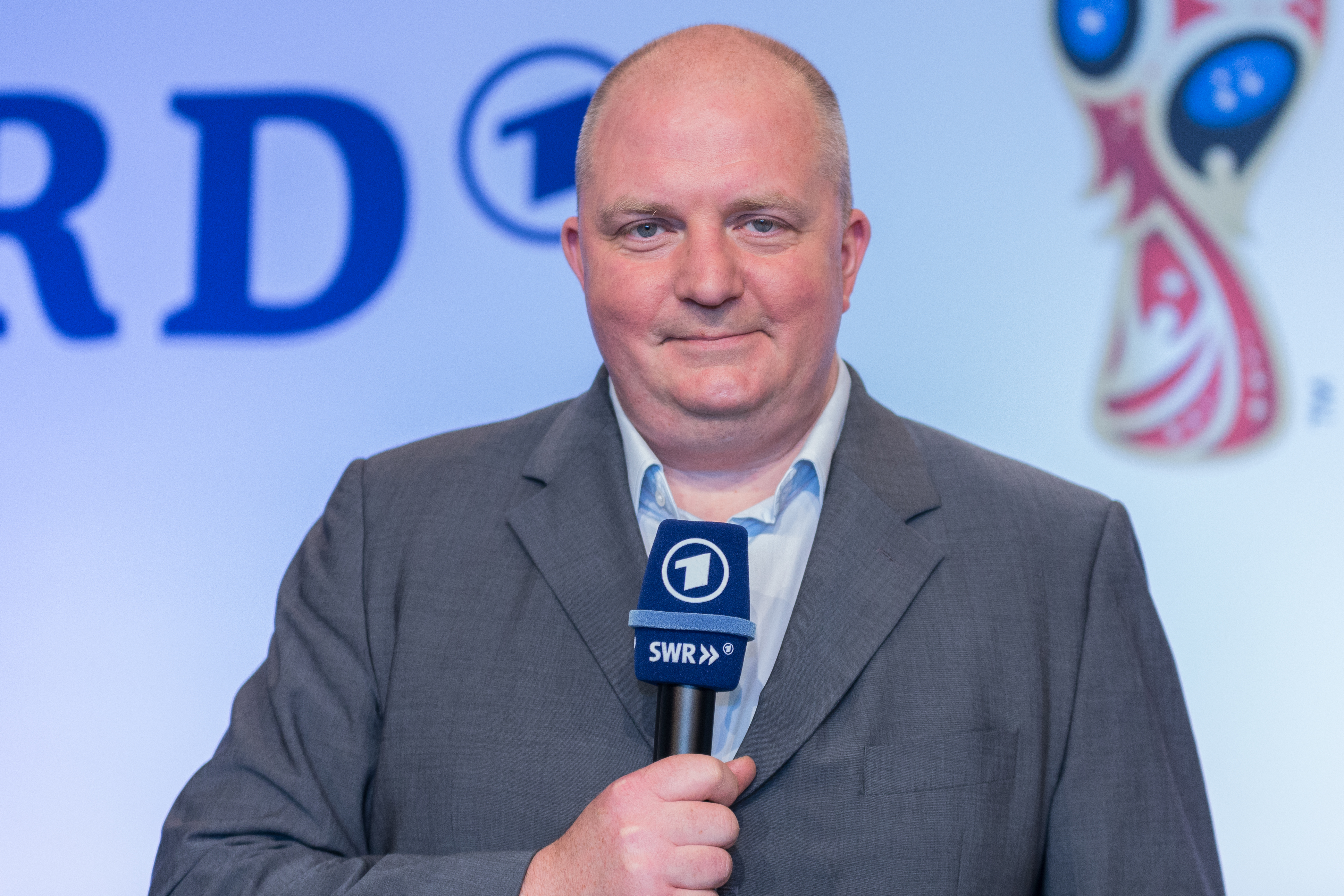
Jörg Thadeusz (* 1968)

- Thadewald, Wolfgang (1936–2014), deutscher Sammler, Bibliograf, Autor, Verleger, Herausgeber
- Thadsakorn Songkongduangdee (* 2000), thailändischer Fußballspieler
- Thadzi, Drake (* 1960), malawischer Boxer im Halbschwergewicht, IBC-Weltmeister (1996–1998) und IBO-Weltmeister (1997–1998)

### Thae
- Thae, Yong-ho (* 1962), nordkoreanischer Diplomat und Überläufer, südkoreanischer Politiker und Aktivist
- Thaeler, Charles S., Jr. (1932–2004), US-amerikanischer Biologe und Hochschullehrer
- Thaemlitz, Terre (* 1968), US-amerikanische Electro-Musikerin, Essayistin und Besitzerin des Comatonse Recordings-Plattenlabels
- Thaer, Albrecht Conrad (1828–1906), deutscher Agrarwissenschaftler
- Thaer, Albrecht Daniel (1752–1828), deutscher Polywissenschaftler, Begründer der Agrarwissenschaft
- Thaer, Albrecht Ernst von (1900–1946), deutscher Verwaltungsjurist und Landrat
- Thaer, Albrecht Philipp (1794–1863), deutscher Agronom
- Thaer, Albrecht von (1868–1957), deutscher KavallerieoffizierAlbrecht von Thaer (1868–1957)

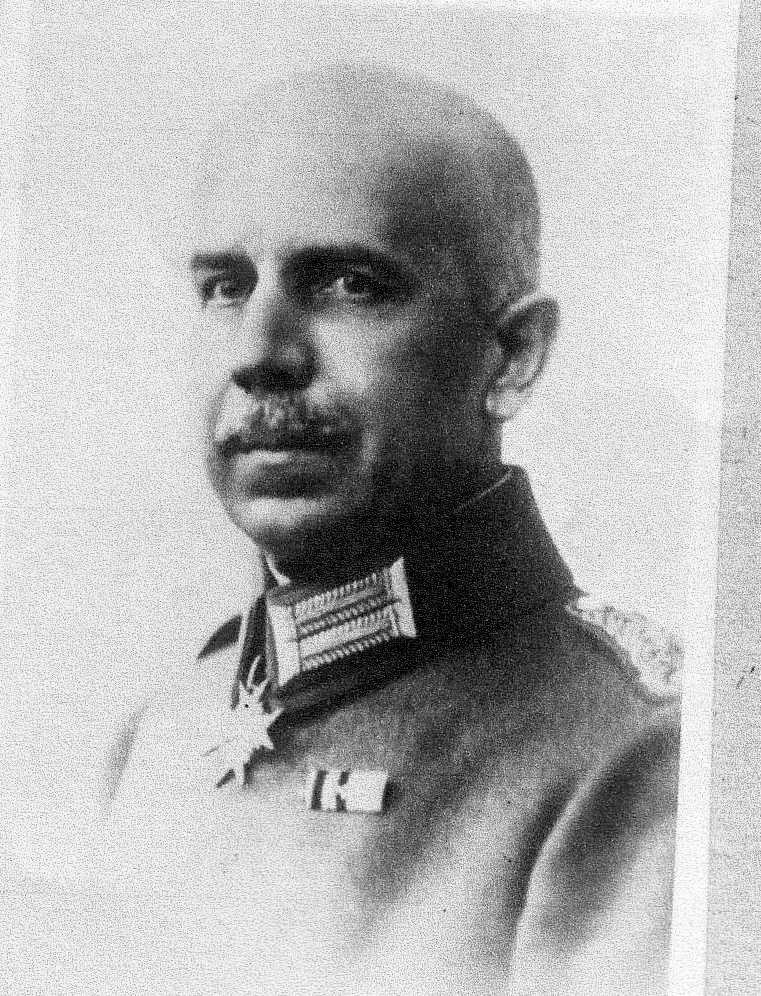
Albrecht von Thaer (1868–1957)

- Thaer, Albrecht Wilhelm (1855–1921), deutscher Schuldirektor
- Thaer, Clemens (1883–1974), deutscher Mathematikhistoriker
- Thaer, Georg von (1872–1946), deutscher Beamter
- Thaer, Günther (1897–1987), deutscher Schriftsteller
- Thaeter, Julius (1804–1870), deutscher Reproduktionsstecher

### Thag
- Thagafi, Mansour al- (* 1979), saudi-arabischer Fußballspieler
- Thagard, Norman (* 1943), US-amerikanischer Astronaut

### Thai
- Thái Lập Thành (1899–1951), vietnamesischer Gouverneur der profranzösischen Regierung im Indochinakrieg
- Thai Sa (1679–1733), Herrscher des Königreiches von Ayutthaya
- Thái Văn Nguyễn (* 1982), vietnamesischer Forstwissenschaftler und Tierschützer
- Thai, Minh (* 1965), US-amerikanischer Speedcuber
- Thái, Thị Hồng Gấm (* 1985), vietnamesische Badmintonspielerin
- Thái, Thị Thảo (* 1995), vietnamesische Fußballtorspielerin
- Thaidigsmann, Edgar (* 1941), deutscher evangelischer Theologe und Hochschullehrer
- Thain, Gary (1948–1975), neuseeländischer Rockmusiker und Mitglied von Uriah Heep
- Thain, John (* 1955), US-amerikanischer Manager
- Thainiyom, Rungroj (* 1986), thailändischer Behindertensportler im Tischtennis
- Thais, Hetäre und Eremitin
- Thaïs, griechische Hetäre
- Thaís (* 1996), brasilianische Fußballspielerin
- Thaisa (* 1988), brasilianische Fußballspielerin
- Thaiss, Heidrun, deutsche Kinderärztin und Hochschullehrerin
- Thaiss, Walter (* 1881), deutscher Staatsbeamter
- Thaiyawat Rattanabudta (* 1993), thailändischer Fußballspieler

### Thak
- Thakdanai Jaihan (* 2002), thailändischer Fußballspieler
- Thakral, Sarla (1914–2008), indische Pilotin und Künstlerin
- Thakrar, Rakhee (* 1984), britische Schauspielerin
- Thaksin Shinawatra (* 1949), thailändischer Premierminister (2001–2006)Thaksin Shinawatra (* 1949)

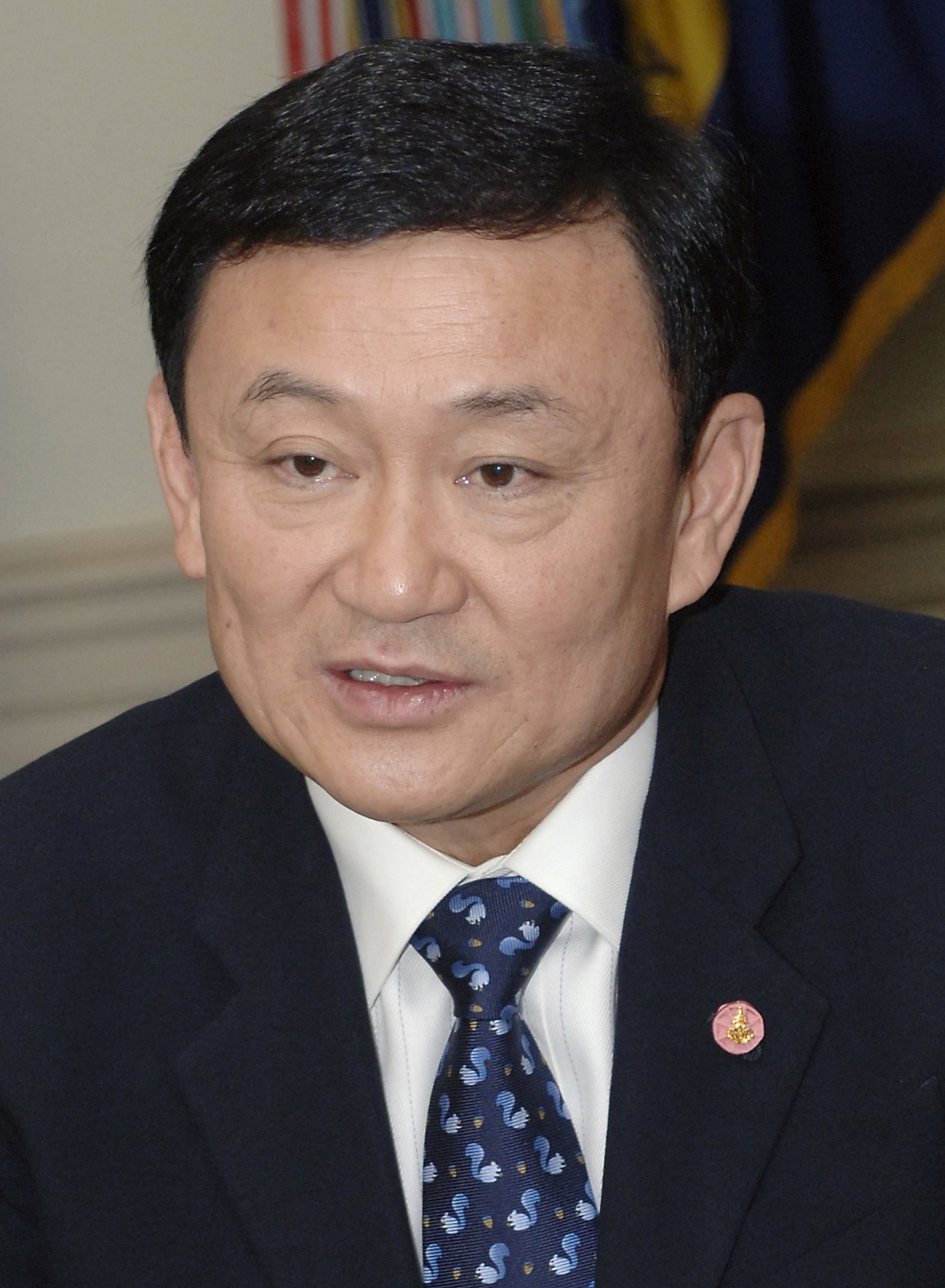
Thaksin Shinawatra (* 1949)

- Thakulf († 873), thüringischer Herzog
- Thakur, Himanshu (* 1994), indischer Skirennläufer
- Thakur, Jai Ram (* 1965), indischer Politiker
- Thakur, John Baptist (* 1937), indischer Geistlicher und emeritierter Bischof von Muzaffarpur
- Thakur, Karpoori (1924–1988), indischer Politiker
- Thakur, Omkarnath (1897–1967), indischer Sänger, Musikpädagoge und -wissenschaftler
- Thakur, Rajat (* 1994), indischer Skirennläufer
- Thakur, Victor Henry (* 1954), indischer Geistlicher, Erzbischof von Raipur
- Thakura, Bhaktivinoda (1838–1914), indischer Gelehrter und Heiliger des Hinduismus vishnuitischer Prägung
- Thakuri, Upasana Singh (* 1998), nepalesische Schauspielerin

### Thal
- Thal, Eric (* 1965), US-amerikanischer Filmschauspieler
- Thal, Johann (1498–1551), deutscher evangelischer Pfarrer in Erfurt
- Thal, Johann (1542–1583), deutscher Arzt und Botaniker
- Thal, Lilli (* 1960), deutsche Schriftstellerin
- Thal, Nadine (* 1987), deutsche Fußballspielerin
- Thal, Peter (* 1933), deutscher Wirtschaftshistoriker
- Thal, Raiko (* 1963), deutscher Journalist und Fernsehmoderator
- Thal, Ron Bumblefoot (* 1969), US-amerikanischer Rock-Gitarrist
- Thal, Werner (* 1948), deutscher Drehbuchautor
- Thal, Wilhelm (1933–2019), deutscher Arzt und Hochschullehrer
- Thal, Wolfgang (1924–2006), deutscher Schauspieler, Synchronsprecher, Film- und Synchronregisseur
- Thaʿlabī, ath-, iranischer Korangelehrter und Hadith-Sammler
- Thalassia, Königin, Gemahlin des Hyspaosines
- Thalassios († 440), Heiliger, Einsiedler und Asket in Syrien
- Thalassius, römischer Prätorianerpräfekt
- Thalbach, Anna (* 1973), deutsche Schauspielerin
- Thalbach, Katharina (* 1954), deutsche Schauspielerin und RegisseurinKatharina Thalbach (* 1954)

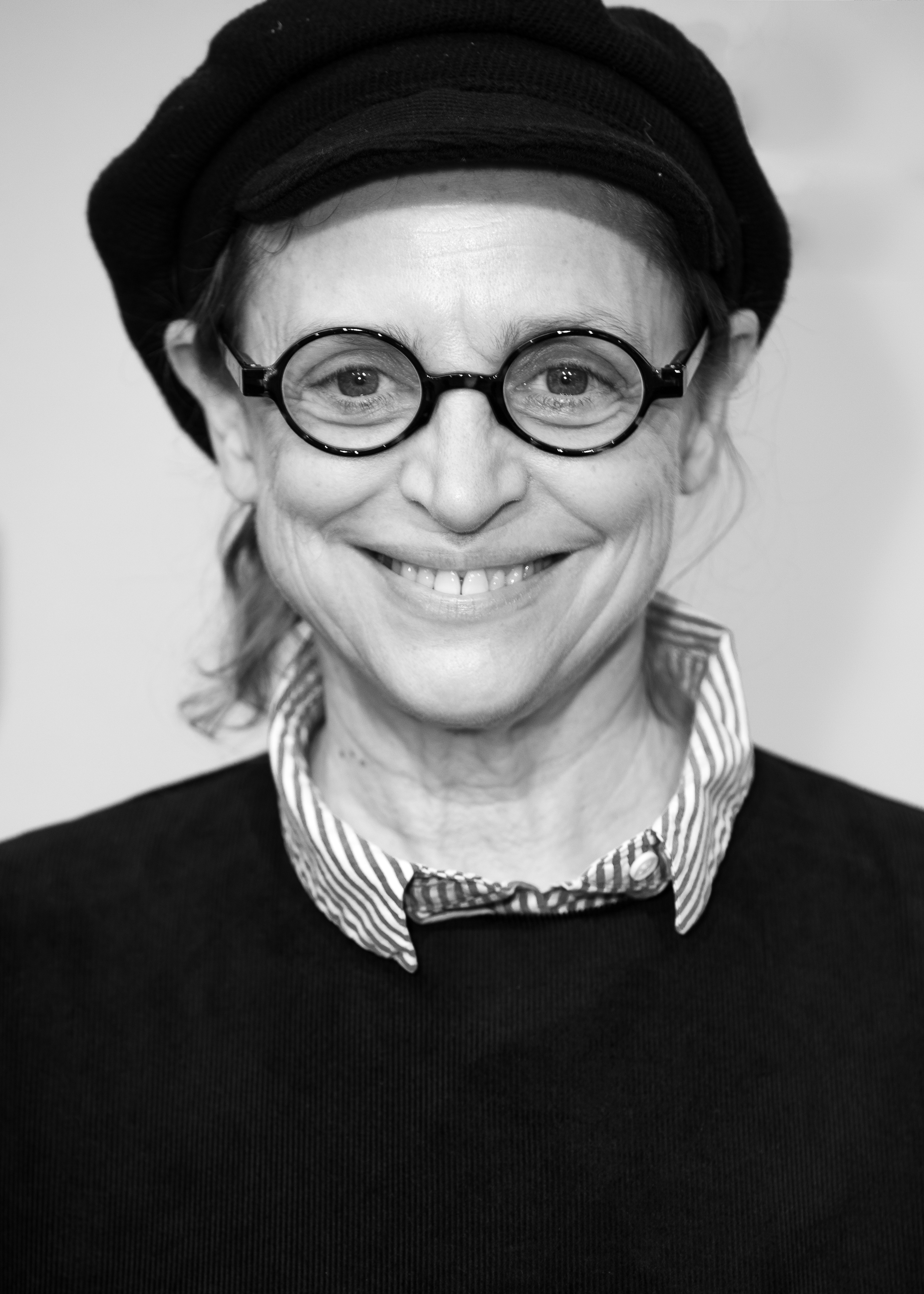
Katharina Thalbach (* 1954)

- Thalbach, Nellie (* 1995), deutsche Schauspielerin und Sprecherin
- Thalbach, Sabine (1932–1966), deutsche Schauspielerin
- Thalberg, Beate (* 1967), deutsch-österreichische Film- und Theaterregisseurin und Drehbuchautorin
- Thalberg, Hans (1916–2003), österreichischer Diplomat und Widerstandskämpfer
- Thalberg, Irving (1899–1936), US-amerikanischer FilmproduzentIrving Thalberg (1899–1936)

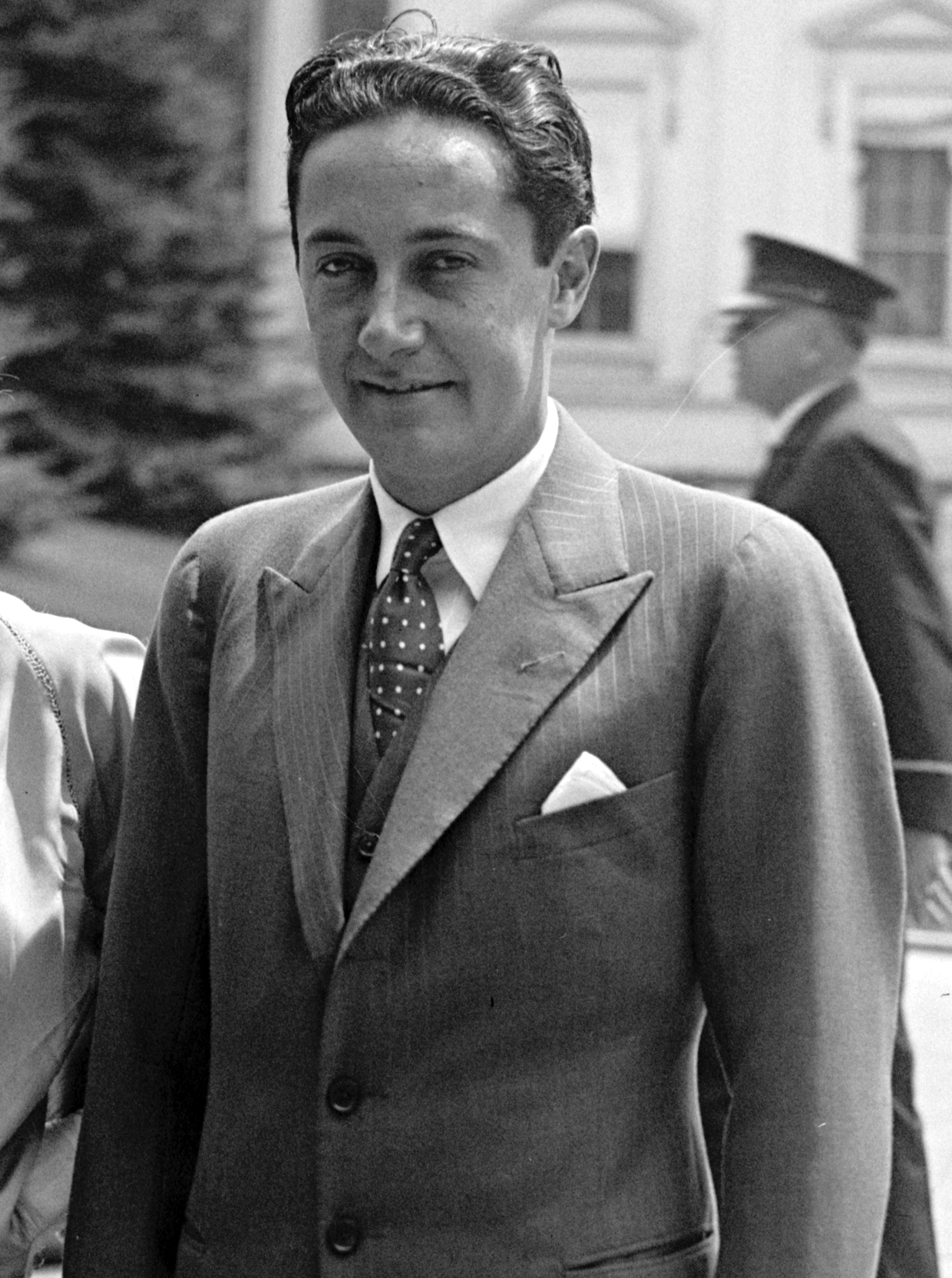
Irving Thalberg (1899–1936)

- Thalberg, Sigismund (1812–1871), österreichischer Komponist und Pianist
- Thalbitzer, William (1873–1958), dänischer Eskimologe
- Thalboth, Heinrich (1841–1896), österreichischer Schauspieler, Regisseur und Dramatiker
- Thaleikis, Aljoscha (* 1990), deutscher Multiinstrumentalist und Songwriter
- Thalelaios, antiker christlicher Arzt und Märtyrer
- Thalemann, Christian Wilhelm (1727–1778), deutscher lutherischer Theologe
- Thalemann, Else (1901–1984), deutsche Fotografin
- Thalén, Koert (* 1987), niederländischer Fußballspieler
- Thalén, Tobias Robert (1827–1905), schwedischer Astronom und Physiker
- Thalenhorst, Carl (1875–1964), deutscher Bauingenieur, Baubeamter und Bremer Senator
- Thaler Ausserhofer, Helga (* 1952), italienische Politikerin (Südtirol), Mitglied der Camera dei deputati und Wirtschaftsberaterin
- Thaler, Andreas (1883–1939), österreichischer Politiker, Landtagsabgeordneter, Abgeordneter zum Nationalrat
- Thaler, Barbara (* 1982), österreichische Politikerin (ÖVP), MdEP
- Thaler, Dora (1914–1970), österreichische Schriftstellerin
- Thaler, Ellen (1933–2024), österreichische Zoologin und Verhaltensforscherin
- Thaler, Engelbert (* 1956), deutscher Fremdsprachendidaktiker
- Thaler, Erwin (1930–2001), österreichischer Bobsportler
- Thaler, Franz (1925–2015), italienischer Autor, Federkielsticker und Überlebender des KZ Dachau
- Thaler, Gotfredo (1940–2012), brasilianischer Schnitzer
- Thaler, Gustav (1909–1963), österreichischer Fußballspieler und -trainer
- Thaler, Hans, deutscher Architekt
- Thaler, Hans (1878–1926), österreichischer Gynäkologe und Geburtshelfer
- Thaler, Hansi (1937–1942), österreichisches Opfer des Holocaust
- Thaler, Helmut (* 1940), österreichischer Rennrodler
- Thaler, Herbert (* 1940), österreichischer Rennrodler
- Thaler, Hermann (* 1950), italienischer Politiker (SVP)
- Thaler, Johann (1847–1920), deutscher Jurist und Politiker (Zentrum), MdR
- Thaler, Josef, österreichischer Rennrodler
- Thaler, Julia (* 1983), deutsche Ökonomin
- Thaler, Karin (* 1965), deutsche SchauspielerinKarin Thaler (* 1965)

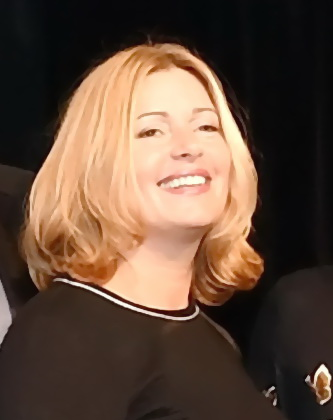
Karin Thaler (* 1965)

- Thaler, Karl (1831–1893), Mitglied des Provinziallandtages der Provinz Hessen-Nassau
- Thaler, Klaus-Peter (* 1949), deutscher Radrennfahrer
- Thaler, Marco (* 1994), Schweizer Fussballspieler
- Thaler, Martin, österreichischer Skeletonpilot
- Thaler, Martin (* 1974), deutsch-italienischer Schauspieler
- Thaler, Monika (* 1941), deutsche Verlegerin
- Thaler, Patrick (* 1978), italienischer Skirennläufer
- Thaler, Peter (1891–1978), österreichischer Maler, Volksschauspieler und Heimatforscher
- Thaler, Rafael (1870–1947), österreichischer Maler und Restaurator
- Thaler, Richard (* 1945), US-amerikanischer Wirtschaftswissenschaftler
- Thaler, Rupert (1892–1966), deutscher Politiker (CSU), MdL Bayern
- Thaler, Sebastian (* 1986), österreichischer Kameramann
- Thaler, Sepp (1901–1982), italienischer Komponist (Südtirol)
- Thaler, Susanne († 2013), österreichische Bühnenbildnerin
- Thaler, Thorsten (* 1963), deutscher Journalist und Politiker (REP, DLVH)
- Thaler, Walter (* 1941), österreichischer Politiker (SPÖ), Abgeordneter zum Salzburger Landtag
- Thaler, Wilfried (1934–2020), österreichischer Radrennfahrer
- Thaler, Willy, literarischer Übersetzer
- Thaler, Willy (1899–1981), Schweizer Holzschneider, Maler und Zeichner
- Thaler, Wolfgang (* 1958), österreichischer Kameramann, Dokumentarfilmer und Hochschullehrer
- Thaler, Wolfgang (* 1969), österreichischer Fotograf
- Thaler, Zoran (* 1962), slowenischer Politiker, MdEP
- Thales, griechischer Philosoph, Mathematiker, Astronom; angeblich erster PhilosophThales

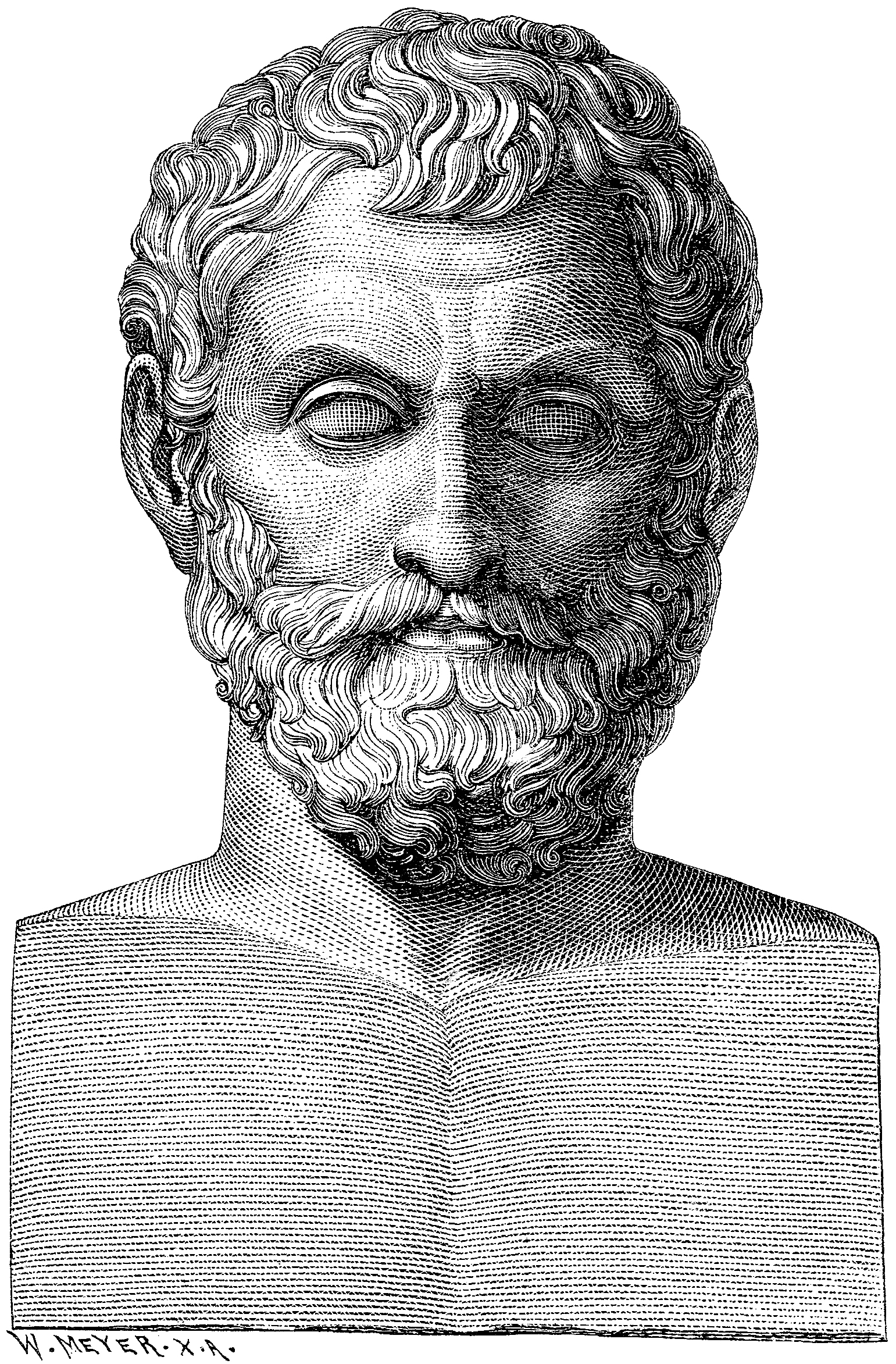
Thales

- Thaletas, griechischer Chorlyriker
- Thalgott, Christiane (* 1942), deutsche Architektin
- Thalguter, Peter (1776–1809), Algunder Freiheitskämpfer
- Thalhamer, Josef (1900–1973), deutscher Priester
- Thalhammer, Andreas (* 1984), österreichischer Kameramann
- Thalhammer, Anna (* 1985), österreichische Journalistin
- Thalhammer, Dieter (* 1943), deutscher Kommunalpolitiker (SPD), Oberbürgermeister von Freising
- Thalhammer, Dominik (* 1970), österreichischer Fußballtrainer
- Thalhammer, Edina (* 1968), österreichische Sängerin
- Thalhammer, Herbert (1955–2022), österreichischer Politiker (GRÜNE), Landtagsabgeordneter in Vorarlberg
- Thalhammer, Klaus (1943–2003), österreichischer Bankmanager
- Thalhammer, Maximilian (* 1997), deutscher Fußballspieler
- Thalhammer, Rudolf (1920–2013), österreichischer Politiker (SPÖ)
- Thalhammer, Tobias (* 1979), deutscher Schlagersänger und Politiker (FDP, CSU), MdLTobias Thalhammer (* 1979)

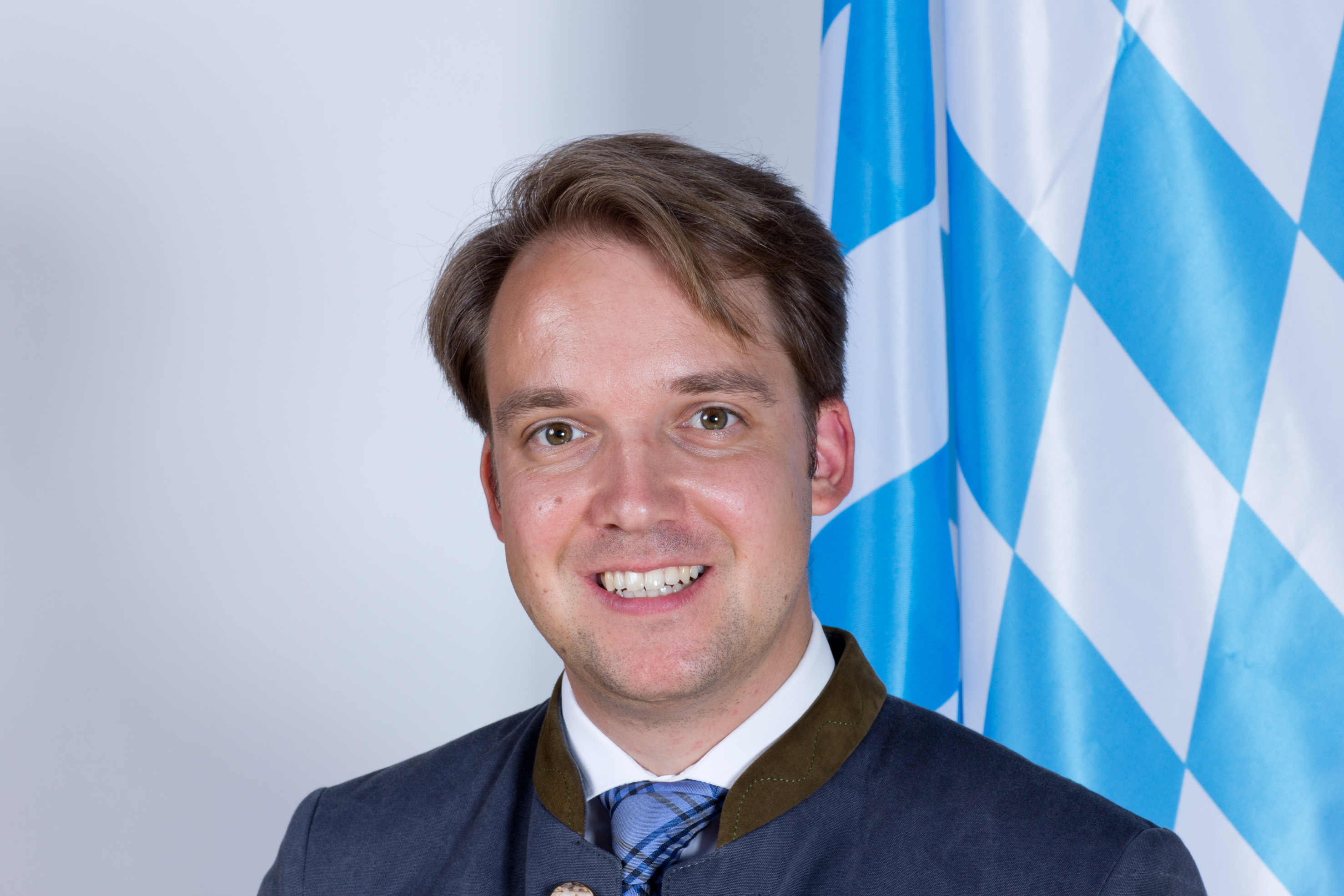
Tobias Thalhammer (* 1979)

- Thalhammer-Koch, Klaudia (* 1958), österreichische Eiskunstläuferin sowie Frauenrechtsaktivistin, Fachautorin und Unternehmerin
- Thalheim, Armin (* 1944), deutscher Cembalist, Organist, Pianist und Improvisator
- Thalheim, Barbara (* 1947), deutsche Sängerin und Liedermacherin
- Thalheim, Bernhard (* 1952), deutscher Informatiker
- Thalheim, Gerald (* 1950), deutscher Politiker (SPD), MdB
- Thalheim, Hans-Günther (1924–2018), deutscher Germanist, Literaturwissenschaftler und Herausgeber
- Thalheim, Karl C. (1900–1993), deutscher Nationalökonom
- Thalheim, Matthias (* 1957), deutscher Autor, Dramaturg und Regisseur
- Thalheim, Robert (* 1974), deutscher Theater- und Filmregisseur und Drehbuchautor
- Thalheim, Theodor (1847–1921), deutscher Lehrer, Klassischer Philologe und Rechtshistoriker
- Thalheimer, August (1884–1948), deutscher kommunistischer Politiker
- Thalheimer, Bertha (1883–1959), deutsche kommunistische Politikerin
- Thalheimer, Else (1898–1987), deutsche Musikwissenschaftlerin
- Thalheimer, Michael (* 1965), deutscher Regisseur
- Thalheimer, Paul (1884–1948), deutscher Maler und Grafiker
- Thalheimer, Peter (* 1946), deutscher Flötist und Musikwissenschaftler
- Thalheimer, Siegfried (1899–1981), deutscher Journalist und Schriftsteller
- Thalherr, Johann Joseph (1730–1807), österreichisch-ungarischer Architekt
- Thalhofer, Florian (* 1972), deutscher Dokumentarfilmer und Medienkünstler
- Thalhofer, Valentin (1825–1891), deutscher katholischer Theologe
- Thali, Michael (* 1967), Schweizer Rechtsmediziner
- Thalía (* 1971), mexikanisch-amerikanische Schauspielerin und Pop-SängerinThalía (* 1971)

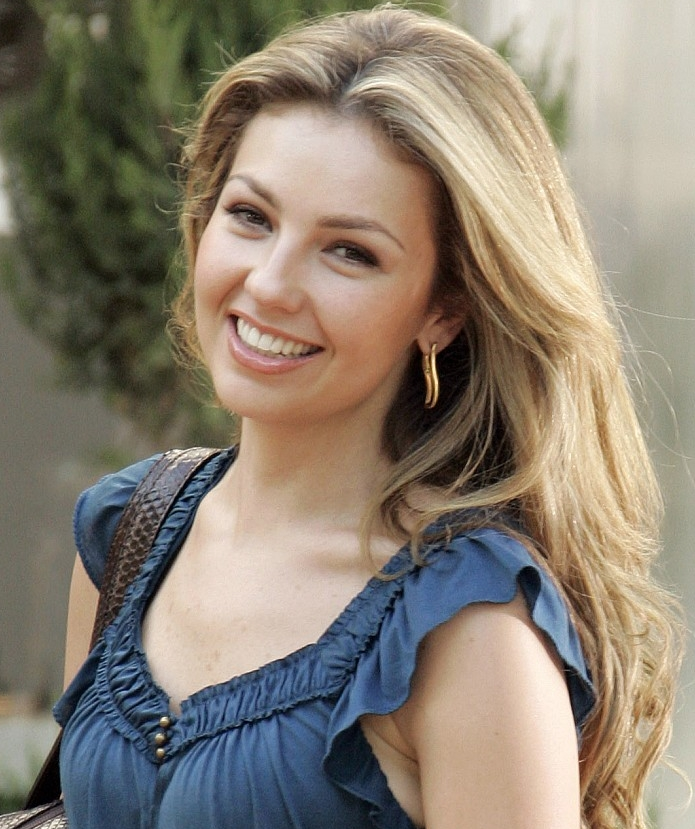
Thalía (* 1971)

- Thalia-Maler, griechischer Vasenmaler des rotfigurigen Stils
- Thaliarchos-Maler, griechischer Vasenmaler des rotfigurigen Stils
- Thaliath, Jonas (1919–1981), indischer Ordensgeistlicher, syro-malabarischer Bischof von Rajkot
- Thalibaldus († 1215), lettischer Ältester von Trikāta
- Thalius, antiker römischer Toreut
- Thall, Thelma (* 1924), US-amerikanische Tischtennisspielerin
- Thallaug, Anita (1938–2023), norwegische Schauspielerin und Sängerin
- Thaller, Bernd (* 1956), österreichischer mathematischer Physiker
- Thaller, Josef (* 1930), Kochbuch-Autor
- Thaller, Jürgen G. (* 1961), deutscher Regisseur, Filmemacher und Buchautor
- Thaller, Karl (* 1958), österreichischer Basketballfunktionär
- Thaller, Leopold (1888–1971), österreichischer Politiker (SPÖ), Landtagsabgeordneter
- Thaller, Manfred (* 1950), österreichischer Historiker
- Thaller, Michelle (* 1969), US-amerikanische AstrophysikerinMichelle Thaller (* 1969)

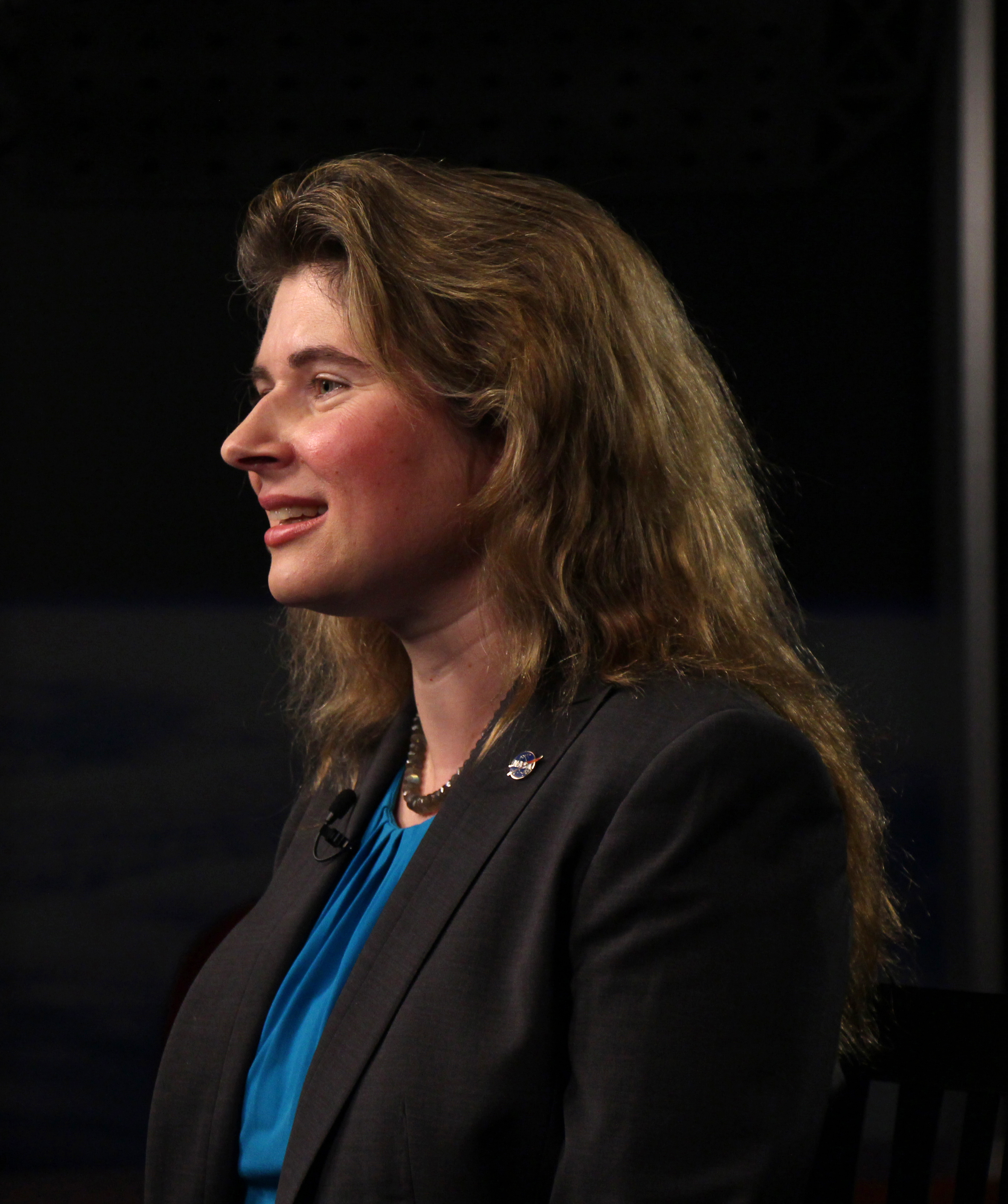
Michelle Thaller (* 1969)

- Thaller, Robert († 1982), österreichischer Musiker, Kapellmeister und Komponist
- Thaller, Robert (* 1952), österreichischer Politiker (FPÖ), Landesrat
- Thaller, Stefan (* 1961), österreichischer Militär
- Thaller, Willhelm (1854–1941), österreichischer Volksschauspieler und Sänger (Bariton)
- Thallinger, Franz (* 1945), österreichischer Tischtennisspieler
- Thallinger, Karl (* 1909), österreichischer Radrennfahrer
- Thallmair, Heribert (* 1936), deutscher Politiker (CSU)
- Thallmayer, Herbert (1912–1995), österreichischer Kameramann, Dokumentarfilmregisseur und Drehbuchautor
- Thallóczy, Lajos (1857–1916), österreichisch-ungarischer Historiker und Politiker
- Thalmaier, Josef (1934–2022), bayerischer Volksschauspieler
- Thalmann, Bruno (1919–1975), deutscher LDPD-Funktionär, MdV, Mitglied des Staatsrats der DDR
- Thalmann, Carmen (* 1989), österreichische Skirennläuferin
- Thalmann, Clara (1908–1987), Schweizer Anarchistin und Kämpferin im spanischen Bürgerkrieg
- Thalmann, Elisabeth (1918–2000), Schweizer Malerin und Collagistin
- Thalmann, Ernst (1857–1915), Freund und Sekretär von Walther Wolfgang von Goethe (1820–1883)
- Thälmann, Ernst (1886–1944), deutscher Politiker (KPD), MdHB, MdRErnst Thälmann (1886–1944)

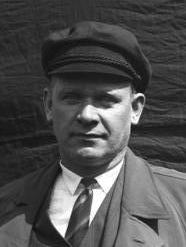
Ernst Thälmann (1886–1944)

- Thalmann, Ernst Alfred (1881–1938), Schweizer Fussballspieler, Jurist, Politiker und Kunstsammler
- Thalmann, Erwin (* 1944), Schweizer Radrennfahrer
- Thalmann, Gaëlle (* 1986), Schweizer Fussballspielerin
- Thalmann, Gérard (1944–2012), schweizerisch-französischer Maler, Zeichner, Lithograf, Szenograf, Aktionskünstler und Dichter
- Thalmann, Hanny (1912–2000), Schweizer Politikerin (CVP)
- Thalmann, Hans (* 1941), parteiloser Stadtpräsident von Uster
- Thälmann, Irma (1919–2000), deutsche SED-Funktionärin und Tochter von Ernst ThälmannIrma Thälmann (1919–2000)

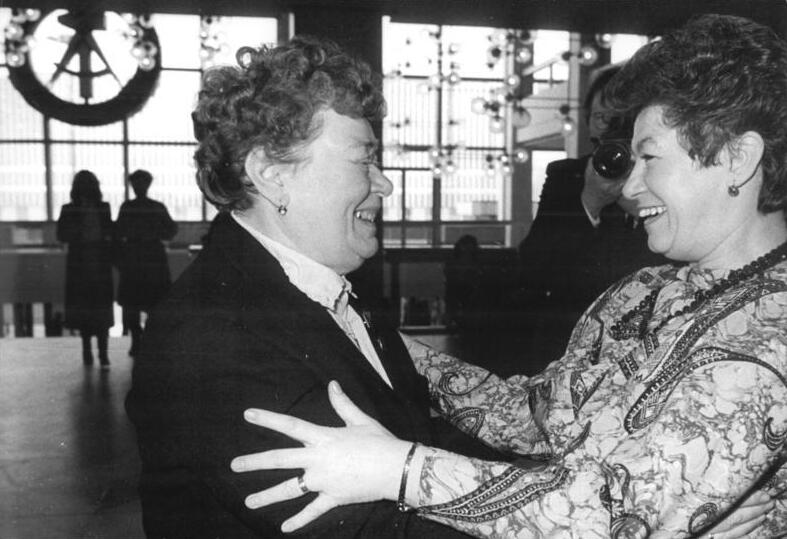
Irma Thälmann (1919–2000)

- Thalmann, Jens (* 1963), deutscher Motorradsportler
- Thalmann, Joachim (* 1953), deutscher Musiker, Musikwissenschaftler und Journalist
- Thalmann, Marianne (1888–1975), österreichische Germanistin
- Thalmann, Markus (* 1964), österreichischer Mediziner und Herzchirurg
- Thalmann, Martje (* 1980), deutsche Türmerin
- Thalmann, Max (1890–1944), deutscher Graphiker, Illustrator und Buchkünstler
- Thalmann, Melchior (1924–2013), Schweizer Turner
- Thalmann, Paul (1901–1980), Schweizer Anarchist und Kämpfer im spanischen Bürgerkrieg
- Thalmann, Richard (1915–2002), Schweizer katholischer Theologe und Priester
- Thalmann, Rita (1926–2013), französische Historikerin
- Thalmann, Robert (1949–2017), Schweizer Radrennfahrer
- Thalmann, Roland (* 1993), Schweizer Radrennfahrer
- Thälmann, Rosa (1890–1962), deutsche Politikerin, MdV, Ehefrau Ernst ThälmannsRosa Thälmann (1890–1962)

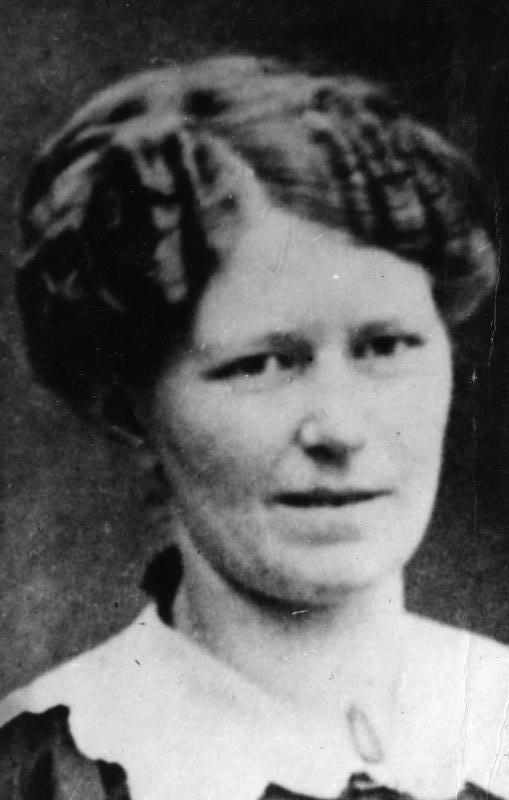
Rosa Thälmann (1890–1962)

- Thalmann, Sandra (* 1992), Schweizer Eishockeyspielerin
- Thalmann, Sven (* 1999), Schweizer Triathlet
- Thalmann-Antenen, Helene (1906–1976), Schweizer Juristin (Fürsprech), Publizistin und Frauenrechtlerin
- Thalmann-Bieri, Vroni (* 1969), Schweizer Politikerin der Schweizerischen Volkspartei (SVP)
- Thalmann-Gut, Silvia (* 1961), Schweizer Politikerin (CVP)
- Thalmay, Bent (1935–1987), dänischer Schauspieler und Hörspielsprecher
- Thalmeier, Gustav, deutscher Fußballspieler
- Thalmer, Doris (1907–1998), deutsche Schauspielerin
- Thaly, Kálmán (1839–1909), ungarischer Schriftsteller, Historiker und Politiker
- Thalyson (* 2003), brasilianischer Fußballspieler

### Tham
- Tham, Carl (* 1939), schwedischer Politiker und Diplomat
- Tham, Erika (* 1999), singapurisch-kanadische Schauspielerin
- Tham, Henrik (* 1942), schwedischer Kriminologe und Hochschullehrer
- Thám, Karel Ignác (1763–1816), tschechischer Schriftsteller, Lexikograph und Übersetzer
- Thám, Václav (* 1765), tschechischer Dichter, Schriftsteller und Schauspieler
- Tham, Wilhelm (1839–1911), schwedischer Industrieller und Reichstagsabgeordneter
- Thamae, Likeleli Alinah (* 1978), lesothische Taekwondoin
- Thamali, Saeed Abad al- (* 1985), saudischer Hindernis- und Langstreckenläufer
- Thamar, Tilda (1921–1989), argentinische Schauspielerin
- Thamasch, Andreas (1639–1697), Tiroler Barockbildhauer
- Thamburaj, Sagayaraj (* 1969), indischer römisch-katholischer Geistlicher, Bischof von Tanjore
- Thämer, Carl (1851–1926), deutscher Maschinenbauingenieur
- Thamer, Hans-Ulrich (* 1943), deutscher Historiker
- Thämer, Otto (1892–1975), deutscher Maler und Grafiker
- Thamer, Theobald († 1569), deutscher Theologe
- Thamerus, Tim (* 1966), deutscher Fußballspieler
- Thames, Gösta (1916–2006), schwedischer Designer
- Thames, Hudson (* 1994), US-amerikanischer Schauspieler, Sänger und Musiker
- Thames, Marcus (* 1977), US-amerikanischer Baseballspieler
- Thames, Mason (* 2007), US-amerikanischer Schauspieler
- Thamilselvan, S. P. (1967–2007), sri-lankischer Politiker
- Thamm, Albrecht (1839–1882), deutscher Bildhauer des Historismus
- Thamm, Alexander (* 1983), deutscher Fußballspieler
- Thamm, Berndt Georg (* 1946), deutscher Sozialpädagoge und Autor
- Thamm, Franz (1831–1902), deutscher Bildhauer
- Thamm, Gustav Adolf (1859–1925), deutscher Landschaftsmaler
- Thamm, Hans (1921–2007), deutscher Chor- und Orchesterdirigent
- Thamm, Holger (* 1969), deutscher Basketballspieler
- Thamm, Jörg (* 1965), deutscher Politiker (CDU), MdL
- Thamm, Joseph (1804–1865), deutscher Illustrator, Maler und Autor
- Thamm, Manfred (1932–2016), deutscher Jurist
- Thamm, Mariella (* 2009), deutsche Tennisspielerin
- Thamm, Michael (1957–2010), deutscher Hörfunk- und Fernsehjournalist
- Thamm, Michael (* 1963), deutscher Betriebswirt und CEO
- Thamm, Monika (* 1944), deutsche Politikerin (CDU), MdA
- Thamm, Paul (* 1904), deutscher Jurist und Staatsanwalt
- Thamm, Werner (1926–1987), deutscher Fußballspieler
- Thamm, Willy (1912–1996), deutscher Kunstbuchbinder, Restaurator und Konservator
- Thamm, Wolfgang (1946–2013), deutscher Experte für Kampfmittel und Kampfmittelbeseitigung
- Thamma, Ivan (* 1999), US-amerikanischer Tennisspieler
- Thammakai Jaidee (* 2004), thailändischer Fußballspieler
- Thammanoon Niyomtrong (* 1990), thailändischer Boxer im Strohgewicht
- Thammarat Tathip (* 2002), thailändischer Fußballspieler
- Thammarat Waenmani (* 1989), thailändischer Fußballspieler
- Thammasin, Sitthikom (* 1995), thailändischer Badmintonspieler
- Thammathibet († 1756), thailändischer Dichter und Vizekönig des Königreichs Ayutthaya
- Thammavong, Thongsing (* 1944), laotischer Politiker
- Thammavongchit, Sysavath (* 1991), laotischer Langstreckenläufer
- Thammawat Trailum (* 2001), thailändischer Fußballspieler
- Thammayut Rakbun (* 1997), thailändischer Fußballspieler
- Thammayut Tonkham (* 1997), thailändischer Fußballspieler
- Thamphthis, ägyptischer König
- Thampi, Anitha (* 1968), indische Autorin und Übersetzerin
- Thampy, Abraham K., indischer Rechtsanwalt und Vizepräsident der Christlichen Friedenskonferenz
- Thams, Jacob Tullin (1898–1954), norwegischer Skispringer, Skilangläufer und Segler

### Than
- Than Htet Aung (* 1992), myanmarischer Fußballspieler
- Than Htun, Francis (* 1974), myanmarischer römisch-katholischer Geistlicher, Weihbischof in Yangon
- Than Paing (* 1996), myanmarischer Fußballspieler
- Than Shwe (* 1933), burmesischer Militär und PolitikerThan Shwe (* 1933)

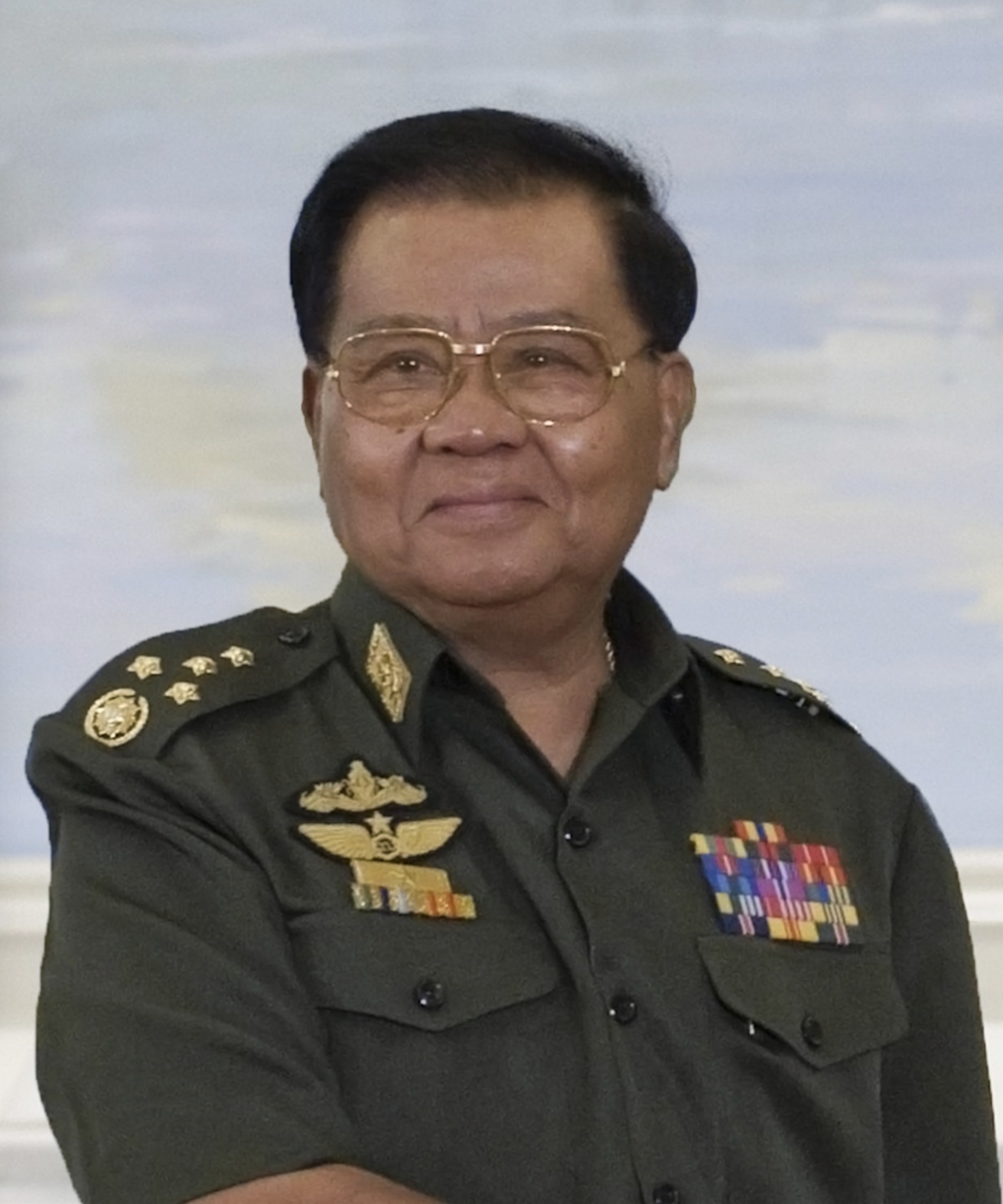
Than Shwe (* 1933)

- Than Tun (* 1941), myanmarischer Boxer
- Than, Abraham (1927–2025), myanmarischer römisch-katholischer Geistlicher, Bischof von Kengtung
- Than, Johannes (1917–1943), deutscher Fußballspieler
- Than, Josef (1903–1985), österreichischer Drehbuchautor und Filmproduzent
- Than, Károly (1834–1908), ungarischer Chemiker
- Than, Mór (1828–1899), ungarischer Maler
- Than, Walter (1921–2011), deutscher Tischtennisspieler
- Thana Isor (* 2001), thailändischer Fußballspieler
- Thanachach Phocha (* 2001), thailändischer Fußballspieler
- Thanachai Nathanakool (* 2003), thailändischer Fußballspieler
- Thanadol Kaosaart (* 2001), thailändischer Fußballspieler
- Thanadon Supaphon (* 2000), thailändischer Fußballspieler
- Thanakhanty, Aphixay (* 1998), laotischer Fußballspieler
- Thanakon Woharnklong (* 1994), thailändischer Fußballspieler
- Thanakorn Jaiphet (* 1999), thailändischer Fußballspieler
- Thanakorn Kamkhoma (* 1982), thailändischer Fußballspieler
- Thanakorn Niyomwan (* 1996), thailändischer Fußballspieler
- Thanakorn Phramdech (* 1999), thailändischer Fußballspieler
- Thanakorn Singkhokkruad (* 2003), thailändischer Fußballspieler
- Thanakrit Chotmuangpak (* 2006), thailändischer Fußballspieler
- Thanakrit Laorkai (* 2003), thailändischer Fußballspieler
- Thanakroekkiat, Papan (* 1995), thailändischer Eishockeyspieler
- Thananat Rungrampan (* 2000), thailändischer Fußballspieler
- Thanandorn Tianphonkrang (* 2002), thailändischer Fußballspieler
- Thanaphat Kamjhonkiadtikun (* 2004), thailändischer Fußballspieler
- Thanapol Thongtueng (* 1999), thailändischer Fußballspieler
- Thanapon Jaidee (* 1999), thailändischer Fußballspieler
- Thanapong Boontab (* 1995), thailändischer Fußballspieler
- Thanarat Srimanop (* 2006), thailändischer Fußballspieler
- Thanarin Thumsen (* 2002), thailändischer Fußballspieler
- Thanaset Sujarit (* 1989), thailändischer Fußballspieler
- Thanat Jantaya (* 1989), thailändischer Fußballspieler
- Thanat Khoman (1914–2016), thailändischer Politiker und Diplomat
- Thanathip Paengwong (* 1991), thailändischer Fußballspieler
- Thanathiratham, Jakrapan (* 1982), thailändischer Badmintonspieler
- Thanathorn Chanphet (* 2002), thailändischer Fußballspieler
- Thanathorn Namchan (* 2001), thailändischer Fußballspieler
- Thanatip Phayuep-Plurk (* 1990), thailändischer Fußballspieler
- Thanatta Chawong (* 1989), thailändische Fußballspielerin
- Thanawat Lekthong (* 1998), thailändischer Fußballspieler
- Thanawat Montree (* 1998), thailändischer Fußballspieler
- Thanawat Pimyotha (* 2000), thailändischer Fußballspieler
- Thanawat Saipetch (* 2004), thailändischer Fußballspieler
- Thanawat Suengchitthawon (* 2000), thailändischer Fußballspieler
- Thanawat Tirapongpaiboon (* 1993), thailändischer Snookerspieler
- Thanawat Ueathanaphaisarn (* 2000), thailändischer Fußballspieler
- Thanawit Thanasasipat (* 1989), thailändischer Fußballspieler
- Thanawut Phochai (* 2005), thailändischer Fußballspieler
- Thanayut Hamanee (* 1999), thailändischer Fußballspieler
- Thanayut Jittabud (* 1999), thailändischer Fußballspieler
- Thanbichler, Johann (1892–1962), deutscher Politiker (CSU), MdL Bayern
- Thanchot Sonsri (* 2002), thailändischer Fußballspieler
- Thandi, Karman (* 1998), indische Tennisspielerin
- Thane, Thorsten (* 1972), deutscher Kameramann, Regisseur und Produzent für verschiedene TV-Formate
- Thanecker, Werner (1962–2014), österreichischer Theologe, römisch-katholischer Priester, Augustiner-Chorherr, ehemaliger Propst von Stift Reichersberg, Autor
- Thanedar, Shri (* 1955), US-amerikanischer Chemiker, Unternehmer und Politiker
- Thanei, Anita (* 1954), Schweizer Politikerin (SP) und Rechtsanwältin
- Thanei, Stefan (* 1981), italienischer Freestyle-Skier und Skirennläufer
- Thaner, Klara (1872–1936), österreichische Malerin
- Thanet Suknate (* 2005), thailändischer Fußballspieler
- Thang Zawm Hung, Augustine (* 1973), myanmarischer römisch-katholischer Geistlicher, Bischof von Mindat
- Thang, Ryan (* 1987), US-amerikanischer Eishockeyspieler
- Thang, San (* 1954), australischer Chemiker
- Thắng, Võ Thị (1945–2014), vietnamesische Revolutionärin und Staatsfrau
- Thangalathil, Benedict Varghese Gregorios (1916–1994), indischer Geistlicher der Syro-Malankara Katholischen Kirche, Erzbischof von Trivandrum
- Þangbrandr, christlicher Missionar in Island
- Thangmar, Leiter der Hildesheimer Domschule und Chronist der Vita Bernwardi
- Thanh Lam (* 1969), vietnamesische Sängerin
- Thành Thái (1879–1955), vietnamesischer Kaiser, zehnter Kaiser der Nguyễn-Dynastie (1889–1907)
- Thanh Thanh Hiền (* 1969), vietnamesische Sängerin
- Thanh Tùng (1948–2016), vietnamesischer Dirigent und Komponist
- Thanh, Phùng Quang (1949–2021), vietnamesischer General und Politiker
- Thanhäuser, Christian (* 1956), österreichischer Künstler, Illustrator und Verleger
- Thanheiser, Hannes (1925–2014), österreichischer Schauspieler und Musiker
- Thanhofer, Franz (1905–1983), österreichischer Politiker (SPÖ), Mitglied des Bundesrates
- Thanhoffer, Michael (* 1949), österreichischer Pädagoge und Sachbuchautor
- Thani, Abdullah ibn Nasser ibn Chalifa Al (* 1963), katarischer Politiker
- Thani, Hamad ibn Dschasim ibn Dschabr Al (* 1959), katarischer Premier- und AußenministerHamad bin Jassim bin Jaber Al Thani (* 1959)

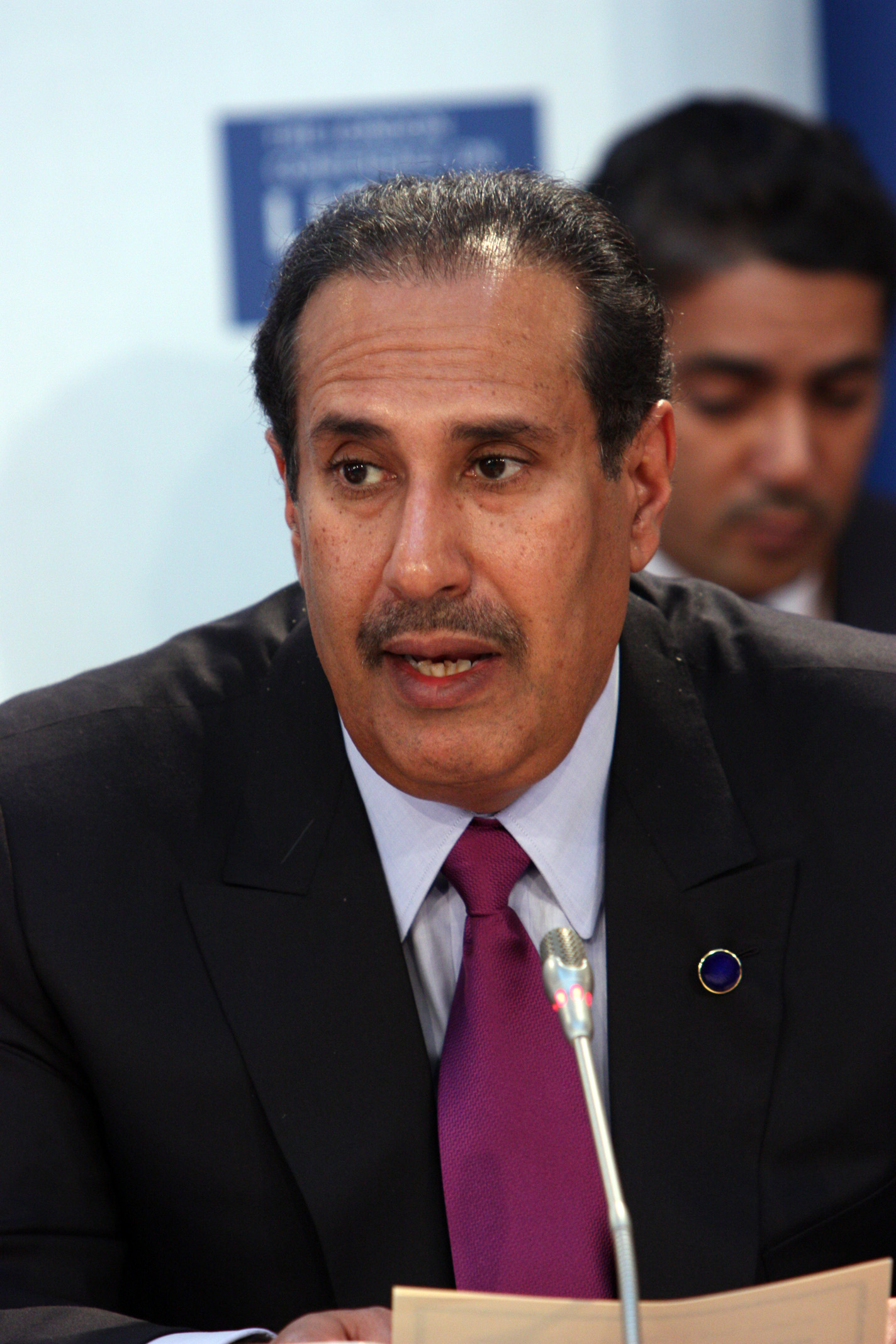
Hamad bin Jassim bin Jaber Al Thani (* 1959)

- Thani, Mischʿal bin Hamad Al, katarischer Diplomat
- Thani, Youssef (* 1986), omanischer Sprinter
- Thanin Kraivichien (1927–2025), thailändischer Politiker, Premierminister von Thailand
- Thanin Plodkeaw (* 2001), thailändischer Fußballspieler
- Thaninat Athisaraworameth (* 1996), thailändischer Fußballspieler
- Thanis Areesngarkul (* 1962), thailändischer Fußballtrainer
- Thanisch, Jakob (1837–1894), deutscher römisch-katholischer Geistlicher, Lehrer und Politiker (Zentrum), MdR
- Thanisch, Jennifer (* 1964), englische Schauspielerin
- Thanison Paibulkijcharoen (* 2002), thailändischer Fußballspieler
- Thanissaro (* 1949), US-amerikanischer buddhistischer Abt
- Thanit Jitnukun (* 1956), thailändischer Regisseur, Drehbuchautor und Produzent
- Thankmar († 878), Abt von Corvey
- Thankmar († 938), Sohn des deutschen Königs Heinrich I
- Thankon Sawangphop (* 1999), thailändischer Fußballspieler
- ThankYouX, US-amerikanischer Maler
- Thannabaur, Peter (1932–1991), deutscher Bibliothekar
- Thannen, Reinhard von der (* 1957), österreichischer Bühnen- und Kostümbildner
- Thanner, Andreas, Sprecher der Bauern-Fraktion im Braunauer Parlament
- Thanner, Erich (1912–1981), österreichischer Journalist und legitimistischer Widerstandskämpfer
- Thanner, Jacob (* 1448), deutscher Buchdrucker der Reformationszeit
- Thanner, Josef (1862–1926), österreichischer Politiker (GdP), Abgeordneter zum Nationalrat
- Thanner, Otto (1922–1983), deutscher Fußballspieler
- Thanner, Rudolf (1944–2007), deutscher Eishockeyspieler und Kommunalpolitiker
- Thanner, Rudolf von (1872–1922), österreichischer Ornithologe und Forschungsreisender
- Thanner, Theodor (* 1960), österreichischer Jurist
- Thannhaeuser, Herbert (1898–1963), deutscher Schriftdesigner und Illustrator
- Thannhauser, Heinrich (1859–1934), deutscher Galerist und Kunstsammler
- Thannhauser, Julius (1860–1921), deutscher Hutmacher und Humorist
- Thannhauser, Justin (1892–1976), deutsch-amerikanischer Galerist und Kunstsammler
- Thannhauser, Siegfried (1885–1962), deutsch-amerikanischer Internist
- Thannhäuser, Theodor (1868–1950), deutscher Politiker; Bürgermeister in Salzgitter
- Thannheimer, Franz (1904–1971), deutscher Skispringer
- Thannheimer, Wendelin (* 1999), deutscher nordischer Kombinierer
- Thannheiser, Dietbert (1937–2022), deutscher Geograph
- Thannhuber, Josef (1880–1920), deutscher Ordenspriester und Missionar
- Thannickunnel, Théophane Matthew (1928–2016), indischer Ordensgeistlicher, römisch-katholischer Bischof von Jabalpur
- Thannikot, Anthony (1937–1984), indischer römisch-katholischer Geistlicher, Weihbischof in Verapoly
- Thanom Kittikachorn (1911–2004), thailändischer General und Politiker
- Thanong Bidaya (* 1947), thailändischer Finanzminister
- Thanongsak Panpipat (* 1979), thailändischer Fußballspieler
- Thanongsak Prajakkata (* 1976), thailändischer Fußballspieler
- Thanopoulos, Dimitrios (* 1959), griechischer Ringer
- Thanos, Aristotelis (* 2001), griechischer Tennisspieler
- Thanou, Ekaterini (* 1975), griechische Sprinterin
- Thanou, Vasiliki (* 2008), griechische Synchronschwimmerin
- Thanou-Christofilou, Vasiliki (* 1950), griechische Richterin, Ministerpräsidentin
- Thanpol Chaiyasit (* 1991), thailändischer Fußballspieler
- Thanrädl, Andreas II. (1572–1625), österreichischer Adeliger, evangelischer Verordneter
- Thanugundla, Balashoury (1928–1974), indischer Geistlicher, Bischof von Guntur
- Thanwi, Ashraf Ali (1863–1943), islamischer Gelehrter
- Thanya-anan Vissanu, Andrew (* 1959), thailändischer Geistlicher

### Thao
- Thao Chai († 1543), König von Lan Na im heutigen Nord-Thailand (1538–1543)
- Thao Suranari (1772–1852), Ehefrau des Gouverneurs von Nakhon Ratchasima
- Thaon di Revel, Carlo Francesco (1725–1807), piemontesischer General und Vizekönig
- Thaon di Revel, Giuseppe (1756–1820), piemontesischer General, erster Kommandant der Carabinieri
- Thaon di Revel, Paolo (1859–1948), italienischer Großadmiral und Senator
- Thaon di Revel, Paolo (1888–1973), italienischer Degenfechter
- Thaon, Charles (1910–2000), französischer Eisschnellläufer
- Thaoubani, Housni (* 1996), komorischer Judoka

### Thap
- Thapa, Bhimsen (1775–1839), Mukhtiyar
- Thapa, Kulbir (1889–1956), nepalesischer Soldat; Träger des Victoria Cross
- Thapa, Manjushree (* 1968), nepalische zeitgenössische Schriftstellerin
- Thapa, Ram Pratap (* 1950), nepalesischer Ökonom
- Thapa, Shiva (* 1993), indischer Amateurboxer im Bantamgewicht
- Thapa, Suhana (* 1998), nepalesische Schauspielerin und Filmproduzentin
- Thapa, Surya Bahadur (1928–2015), nepalesischer Politiker, Ministerpräsident Nepals
- Thapar, Amul Roger (* 1969), US-amerikanischer Jurist
- Thapar, Kavya (* 1995), indische Schauspielerin
- Thapar, Meenakshi (1984–2012), indische Schauspielerin
- Thapar, Romila (* 1931), indische Historikerin
- Thape, Ernst (1892–1985), deutscher Politiker (SPD/SED)
- Thape, Moritz (1920–2019), deutscher Journalist und Politiker (SPD)
- Thapoppon Butkaew (* 2004), thailändischer Fußballspieler

### Thaq
- Thaqi, Albin (* 2002), deutscher Fußballspieler
- Thaqi, Ibish (* 1980), österreichischer Handballspieler

### Thar
- Tharamangalam, Alex (* 1958), indischer syro-malabarischer Geistlicher, Weihbischof in Mananthavady
- Tharan, Almuth (* 1963), deutsche Politikerin in Berlin (Bündnis 90/Die Grünen), MdA
- Tharaud, Alexandre (* 1968), französischer PianistAlexandre Tharaud (* 1968)

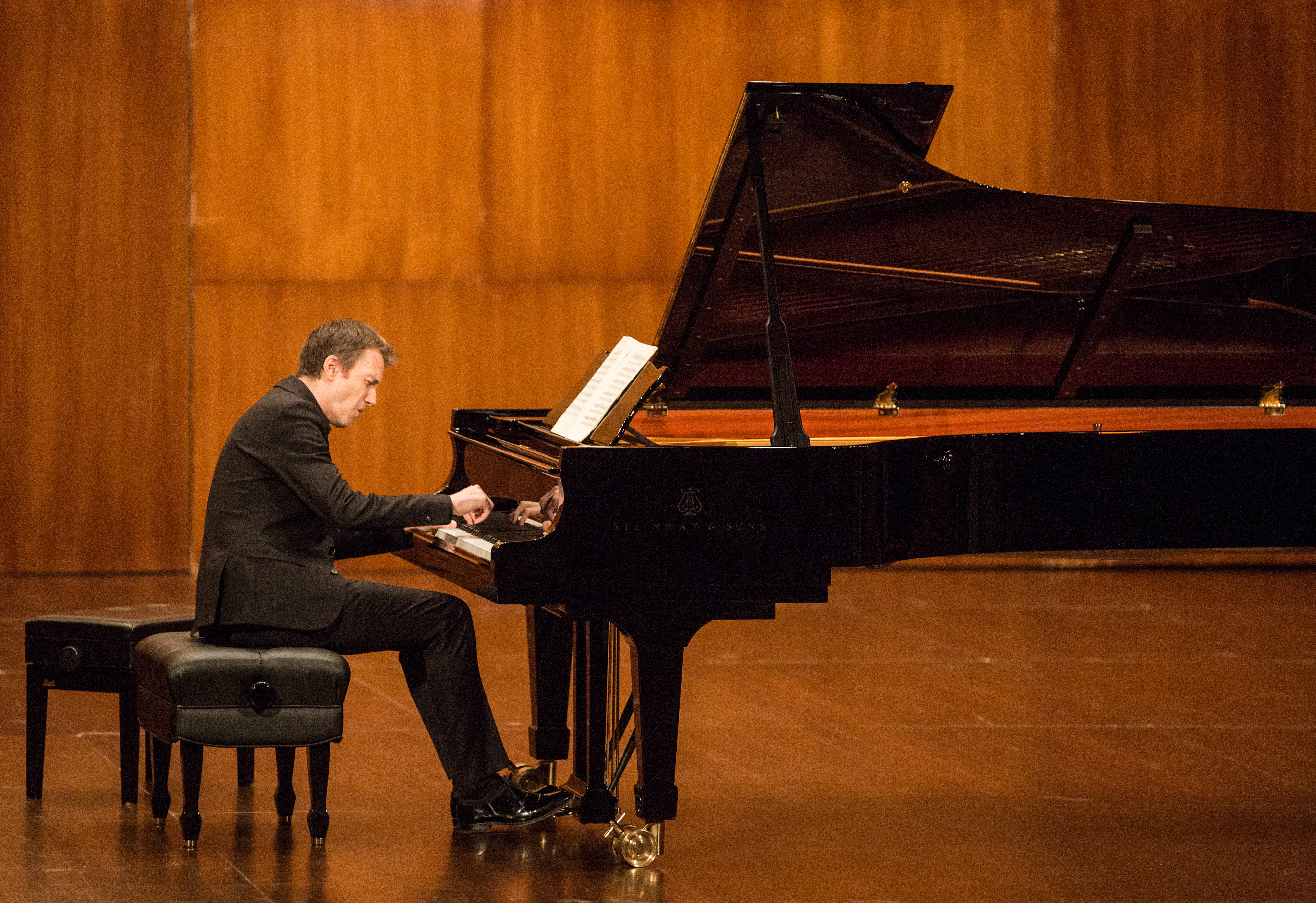
Alexandre Tharaud (* 1968)

- Tharaud, Jean (1877–1952), französischer Schriftsteller, Essayist und Historiker
- Tharaud, Jérôme (1874–1953), französischer Schriftsteller
- Tharayil, Ralph (* 1986), Schweizer Schriftsteller, Dichter, Regisseur und Synchronsprecher
- Tharayil, Thomas (1899–1975), indischer Geistlicher, syro-malabarischer Bischof von Kottayam
- Tharayil, Thomas (* 1972), indischer syro-malabarischer Geistlicher, Erzbischof von Changanacherry
- Thargelia von Milet, vermutlich ionische Hetäre
- Thärichen, Holger (* 1968), deutscher Politiker (SPD), MdA
- Thärichen, Nicolai (* 1969), deutscher Jazzmusiker
- Thärichen, Werner (1921–2008), deutscher Schlagzeuger, Paukist der Berliner Philharmoniker, Komponist
- Tharin, Claudius Maria Paul (1787–1843), Bischof von Straßburg
- Thariot (* 1965), deutscher AutorThariot (* 1965)

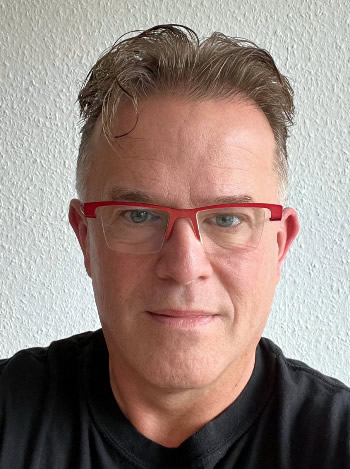
Thariot (* 1965)

- Tharmaraj, Leon Augustine (1941–2007), indischer Geistlicher, Bischof von Kottar
- Tharoor, Shashi (* 1956), indischer UNO-Mitarbeiter
- Tharp, Grahame (* 1912), britischer Filmproduzent und Filmregisseur
- Tharp, John (1736–1804), britischer Plantagenbesitzer
- Tharp, Marie (1920–2006), US-amerikanische Wissenschaftlerin
- Tharp, Stephen (* 1970), amerikanischer Organist
- Tharp, Twyla (* 1941), US-amerikanische Choreografin und Ballettmeisterin
- Tharp, William (1803–1865), US-amerikanischer Politiker
- Tharpe, Rosetta (1915–1973), US-amerikanische Gospel-SängerinRosetta Tharpe (1915–1973)

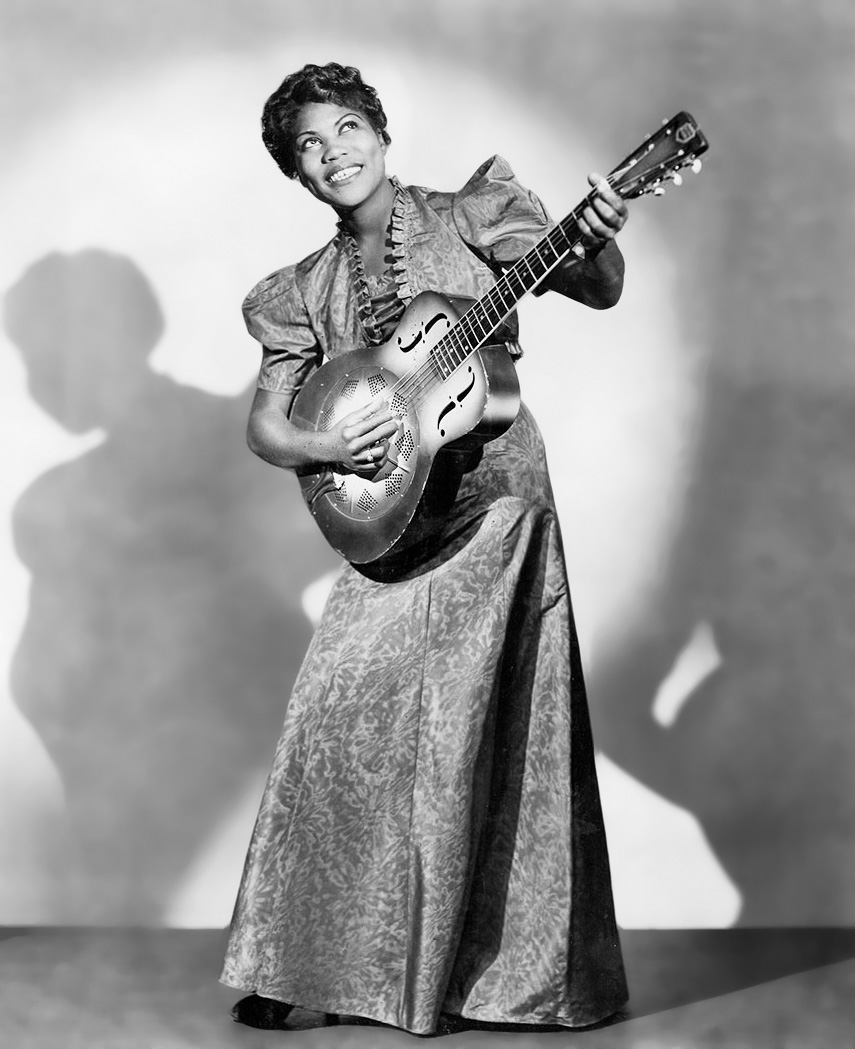
Rosetta Tharpe (1915–1973)

- Tharrawaddy (1786–1846), Herrscher von Birma
- Tharreau, Jean Victor (1767–1812), französischer General
- Tharsander (1692–1765), evangelischer Pfarrer
- Tharu, Laxmi, nepalesische Speerwerferin
- Tharu, Tilak Ram (* 1993), nepalesischer Leichtathlet
- Tharumalingam, Thulasi (* 1992), deutscher und katarischer Boxer
- Tharusha Rangana, Warnakulasurya Arachchige (* 1982), sri-lankischer Fußballspieler
- Tharyps († 385 v. Chr.), König der Molosser

### Thas
- Thas, Joseph A. (* 1944), belgischer Mathematiker
- Thasana Chamsa-ad (* 1982), thailändischer Fußballspieler
- Thasler, Wolfgang (* 1967), deutscher Chirurg und Hochschullehrer
- Thastum, Anna Kûitse (1942–2012), grönländische Trommeltänzerin
- Thasup (* 2001), italienischer Rapper und Musikproduzent

### That
- That Girl Lay Lay (* 2007), US-amerikanische Rapperin und Jungschauspielerin
- Thatamanil, John J. (* 1966), indisch-US-amerikanischer Theologe und Hochschullehrer, anglikanischer Priester
- Thatchapol Chai-yan (* 1999), thailändischer Fußballspieler
- Thatcher, Ben (* 1975), walisischer Fußballspieler
- Thatcher, Carol (* 1953), britische Journalistin und Autorin
- Thatcher, Denis (1915–2003), britischer Geschäftsmann, Ehemann von Margaret Thatcher
- Thatcher, George (1754–1824), US-amerikanischer Jurist und Politiker
- Thatcher, Heather (1896–1987), britische Schauspielerin und Tänzerin
- Thatcher, Margaret (1925–2013), britische Politikerin, Mitglied des House of Commons, Premierministerin des Vereinigten KönigreichsMargaret Thatcher (1925–2013)

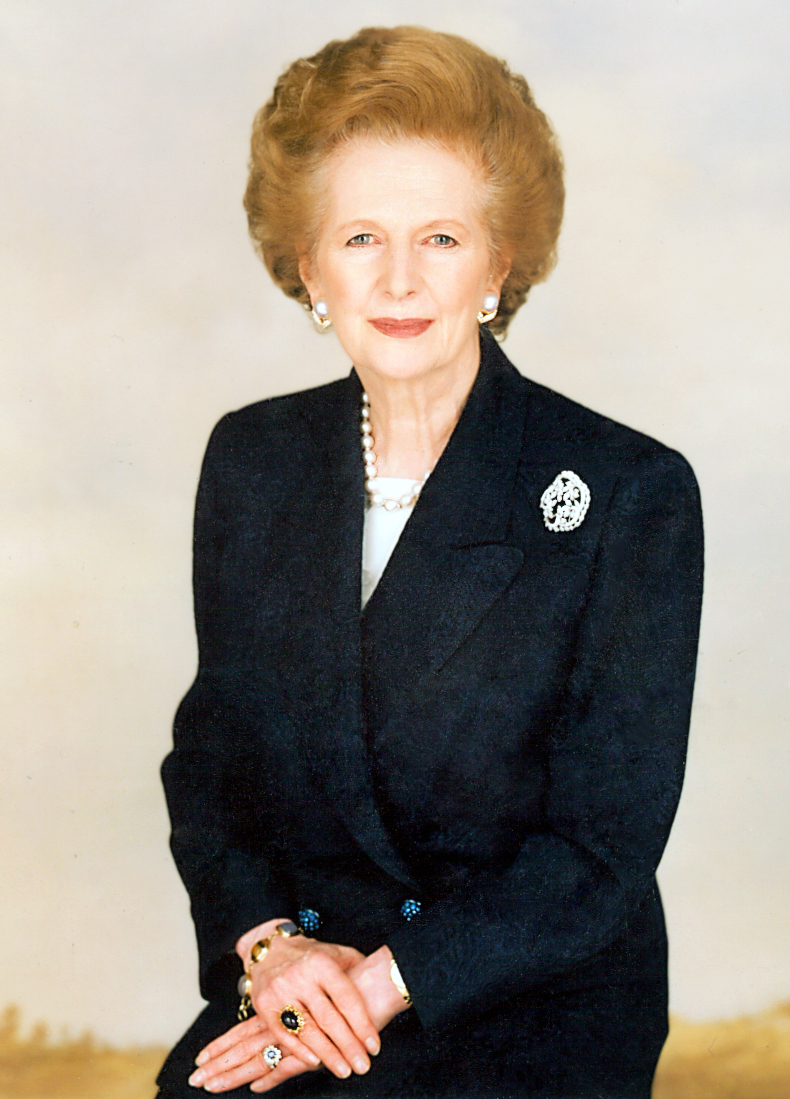
Margaret Thatcher (1925–2013)

- Thatcher, Mark (* 1953), britischer Unternehmer
- Thatcher, Maurice (1870–1973), US-amerikanischer Politiker
- Thatcher, Patricia, australische Anthropologin
- Thatcher, Ross (1917–1971), kanadischer Politiker
- Thatcher, Samuel (1776–1872), US-amerikanischer Politiker
- Thatcher, Sophie (* 2000), US-amerikanische Schauspielerin
- Thatcher, Timothy (* 1983), amerikanischer Wrestler
- Thatcher, Torin (1905–1981), britischer Film- und Theaterschauspieler
- Thate, Albert (1903–1982), deutscher Kirchenmusiker, Komponist und Dozent
- Thate, Carole (* 1971), niederländische Feldhockeyspielerin
- Thate, Fritz (1889–1968), deutscher Maler
- Thate, Heinz (* 1930), deutscher Fußballspieler
- Thate, Hilmar (1931–2016), deutscher SchauspielerHilmar Thate (1931–2016)

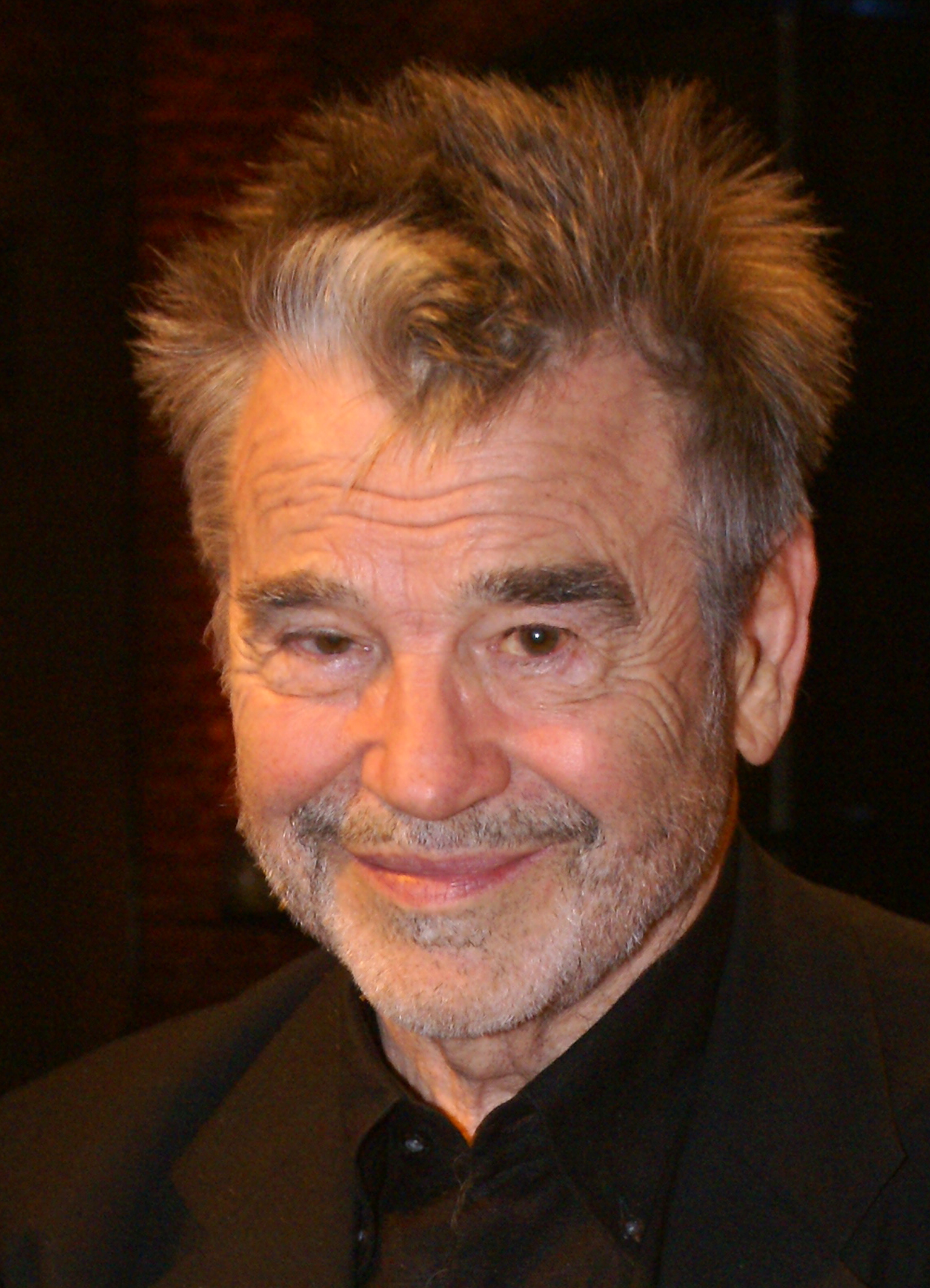
Hilmar Thate (1931–2016)

- Thater, Diana (* 1962), US-amerikanische Künstlerin, Kuratorin, Schriftstellerin und Pädagogin
- Thater, Emily (* 1995), US-amerikanische Volleyballspielerin
- Thäter, Gottlieb von (1846–1912), bayerischer Generalmajor
- Thater, Heinrich (1892–1948), deutscher Politiker (SVP/LDP), MdL Sachsen
- Thäter, Karl (1886–1946), deutscher Zoologe
- Thäter, Karl (1886–1962), deutscher Vizeadmiral (Ing.) der Kriegsmarine
- Thater, Katja (* 1966), deutsche Pokerspielerin und Pferdezüchterin
- Thäter, Klaus-Jürgen (1925–2000), deutscher Marineoffizier, Konteradmiral der Bundesmarine
- Thater, Wilhelm (1893–1945), deutscher römisch-katholischer Geistlicher und Märtyrer
- Thätjenhorst, Johann Heinrich (1803–1859), deutscher Ingenieur und Kartograf, MdBB
- Thätner, Marcus (* 1985), deutscher Ringer
- Thätner, Peter (* 1963), deutscher Ringer
- Thatpicha Auksonsri (* 1994), thailändischer Fußballspieler
- Thätter, Blasius (1936–2023), deutscher Kommunal- und Landespolitiker (CSU), MdL
- Thattil, Raphael (* 1956), indischer Geistlicher, Großerzbischof von Ernakulam-Angamaly, Oberhaupt der syro-malabarischen Kirche
- Thattumkal, John (* 1950), römisch-katholischer Bischof

### Thau
- Thau, Benjamin (1898–1983), US-amerikanischer Film-Manager
- Thau, Helene (1844–1934), deutsche Lehrerin und Schulleiterin
- Thau, Martin (* 1954), deutscher Drehbuchautor
- Thâu, Tạ Thu (1906–1945), vietnamesischer Revolutionär und Führer der Vierten Internationale in Vietnam
- Thau, Valentin (1531–1575), deutscher Mathematiker, Astronom und Jurist
- Thau, Zvi (* 1938), israelischer orthodoxer Rabbiner
- Thauberger, Johannes (* 1890), russlanddeutscher römisch-katholischer Geistlicher und Märtyrer
- Thauer, Anja (1945–1973), deutsche Cellistin
- Thauer, Edith (* 1934), deutsche Pianistin und Musikprofessorin
- Thauer, Friedrich Karl (1924–2009), deutscher Maler
- Thauer, Rudolf der Ältere (1906–1986), deutscher Physiologe und Hochschullehrer
- Thauer, Rudolf der Jüngere (* 1939), deutscher Mikrobiologe, Gründungsdirektor des Max-Planck-Instituts für terrestrische Mikrobiologie
- Thauer, Wolfgang (1911–1987), deutscher Bibliothekar und Bibliothekshistoriker
- Thaulow, Carl (1875–1942), norwegischer Segler
- Thaulow, Frits (1847–1906), norwegischer MalerFrits Thaulow (1847–1906)

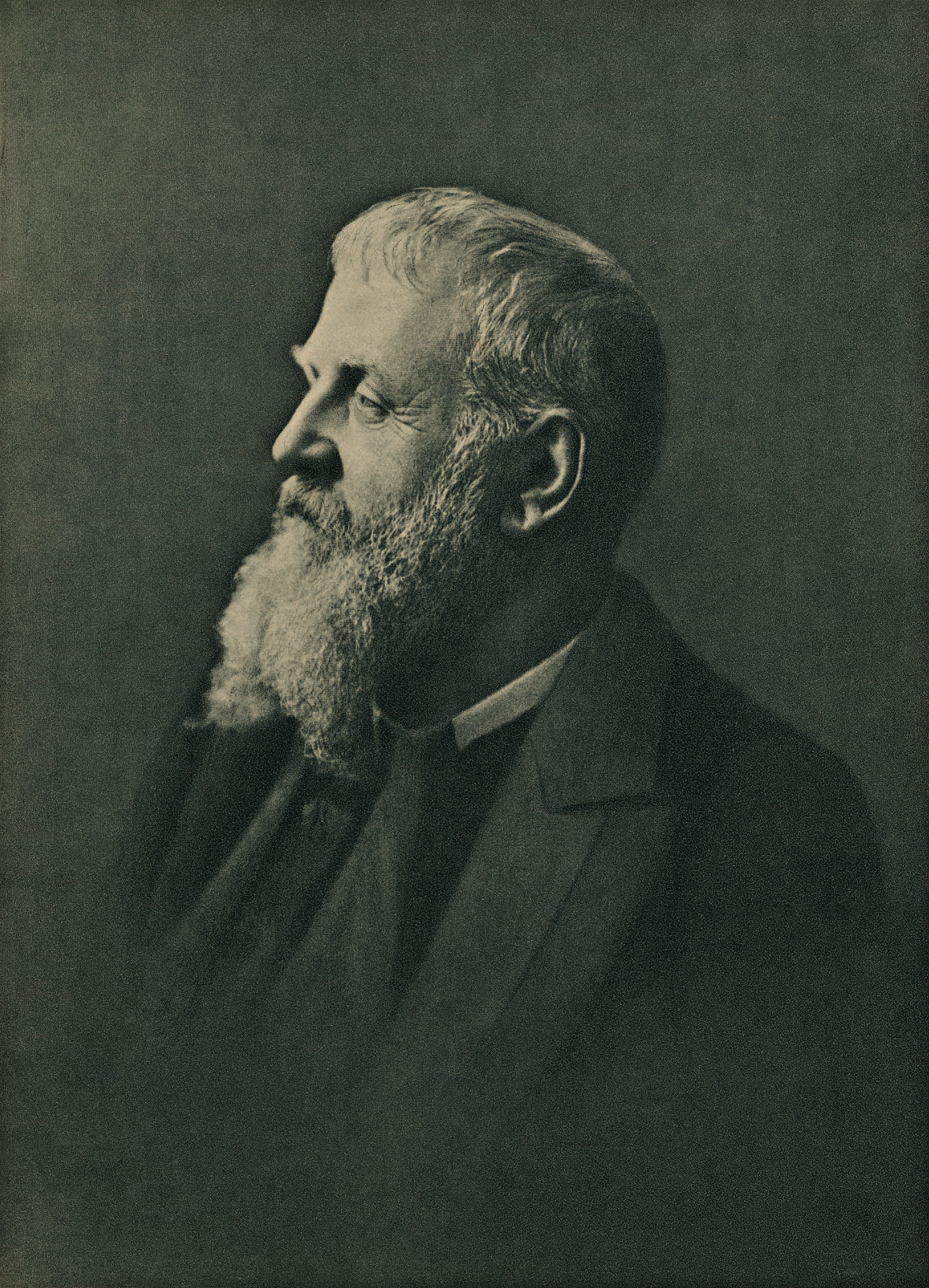
Frits Thaulow (1847–1906)

- Thaulow, Gustav Ferdinand (1817–1883), deutscher Philosoph und Hochschullehrer, Kunstsammler und Begründer des Kieler Thaulow-Museums
- Thaumas de la Thaumassière, Gaspard (1631–1702), Rechtsberater, Historiker, Numismatiker
- Thaur, Simon (* 1960), österreichischer Musiker sowie Pornofilmproduzent und -darsteller
- Thauren, Johannes (1892–1954), deutscher Missionswissenschaftler
- Thaurī, Sufyān ath- (716–778), islamischer Gelehrter
- Thausing, Gertrud (1905–1997), österreichische Ägyptologin
- Thausing, Moritz (1838–1884), österreichischer Kunsthistoriker
- Thaut, Johannes (1921–1987), deutscher Maler, Grafiker und Kunstpädagoge
- Thaut, Michael (* 1952), deutscher Musik- und Neurowissenschaftler
- Thaut, Rudolf (1915–1982), deutscher baptistischer Geistlicher
- Thauvin, Florian (* 1993), französischer FußballspielerFlorian Thauvin (* 1993)

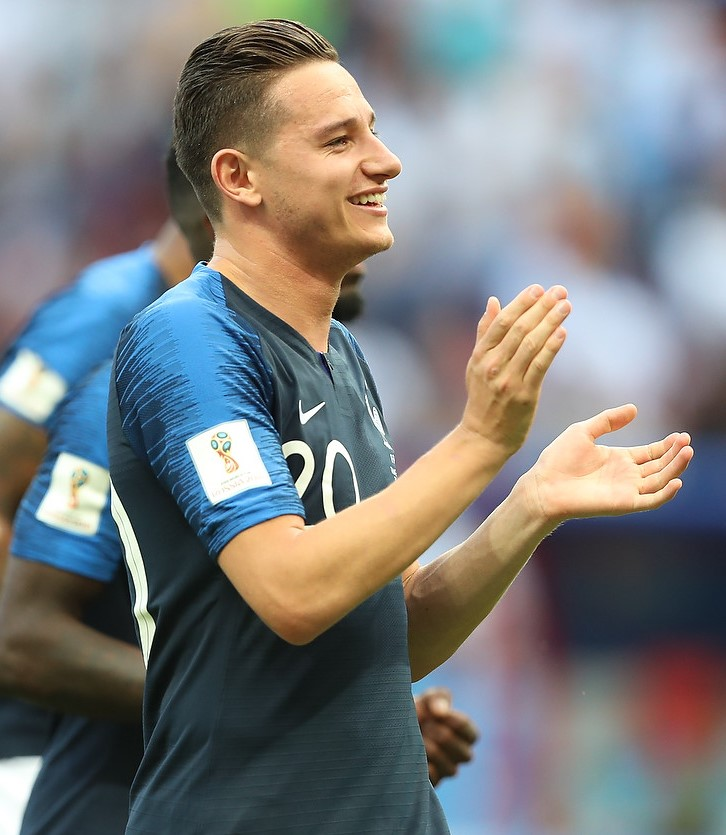
Florian Thauvin (* 1993)

### Thav
- Thavaud, Norman (* 1987), französischer YouTuber und Schauspieler
- Thaves, Bob (1924–2006), US-amerikanischer Comiczeichner

### Thaw
- Thaw, Abigail (* 1965), britische Schauspielerin
- Thaw, Harry Kendall (1871–1947), US-amerikanischer Millionenerbe und Mörder
- Thaw, John (1942–2002), britischer Schauspieler
- Thaw, Zayar (1981–2022), myanmarisch Politiker und Hip-Hop-Künstler
- Thawabteh, Nibal, palästinensische Frauenrechtsaktivistin und Journalistin
- Thawadi, Hassan al- (* 1978), katarischer Manager und Sportfunktionär
- Thawadi, Mohammed al (* 1981), katarischer Hürdenläufer
- Thawan Duchanee (1939–2014), thailändischer Künstler
- Thawan Thamrongnawasawat (1901–1988), thailändischer Politiker und Premierminister
- Thawatchai Aocharod (* 2003), thailändischer Fußballspieler
- Thawatchai Bubsiri (* 1992), thailändischer Fußballspieler
- Thawatchai Damrong-Ongtrakul (* 1974), thailändischer Fußballspieler
- Thawatchai Inprakhon (* 2003), thailändischer Fußballspieler
- Thawatchai Jitwongsa (* 1996), thailändischer Fußballspieler
- Thawatchai Junpaea (* 2000), thailändischer Fußballspieler
- Thaweekun Thong-on (* 1998), thailändischer Fußballspieler
- Thawi Bunyaket (1904–1971), thailändischer Landwirtschaftsminister und Premierminister
- Thaworn Wiratchant (* 1966), thailändischer Golfsportler

### Thax
- Thaxter, Celia Laighton (1835–1894), US-amerikanische Dichterin und Prosaautorin
- Thaxter, Phyllis (1919–2012), US-amerikanische Film- und Theaterschauspielerin
- Thaxter, Roland (1858–1932), US-amerikanischer Botaniker und Mykologe

### Thay
- Thayaht (1893–1959), italienischer Maler und Bildhauer
- Thayaparan, Jason (* 1995), deutscher Fußballspieler
- Thaye Dorje (* 1983), tibetischer Geistlicher, Oberhaupt und Linienhalter der Karma-Kagyü-Linie des tibetischen BuddhismusThaye Dorje (* 1983)

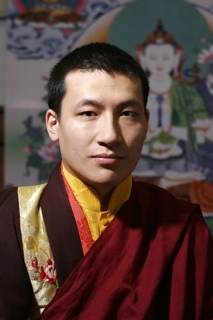
Thaye Dorje (* 1983)

- Thayenthal, Karina (* 1961), österreichische Schauspielerin, Autorin und Coach
- Thayer, Abbott (1849–1921), US-amerikanischer Maler
- Thayer, Alexander Wheelock (1817–1897), US-amerikanischer Musikschriftsteller, Beethoven-Biograph und Diplomat
- Thayer, Andrew J. (1818–1873), US-amerikanischer Jurist und Politiker
- Thayer, Charles W. (1910–1969), US-amerikanischer Kavallerieoffizier, Diplomat und Schriftsteller
- Thayer, Eli (1819–1899), US-amerikanischer Politiker
- Thayer, Ernest (1863–1940), US-amerikanischer Dichter und Kolumnist
- Thayer, Harry Irving (1869–1926), US-amerikanischer Politiker
- Thayer, James B. (1922–2018), US-amerikanischer Militär und Unternehmer
- Thayer, John A. (1857–1917), US-amerikanischer Politiker
- Thayer, John B. (1862–1912), US-amerikanischer Cricketspieler
- Thayer, John M. (1820–1906), US-amerikanischer Politiker
- Thayer, John R. (1845–1916), US-amerikanischer Politiker
- Thayer, Margaret K. (* 1952), US-amerikanische Entomologin
- Thayer, Maria (* 1975), US-amerikanische SchauspielerinMaria Thayer (* 1975)

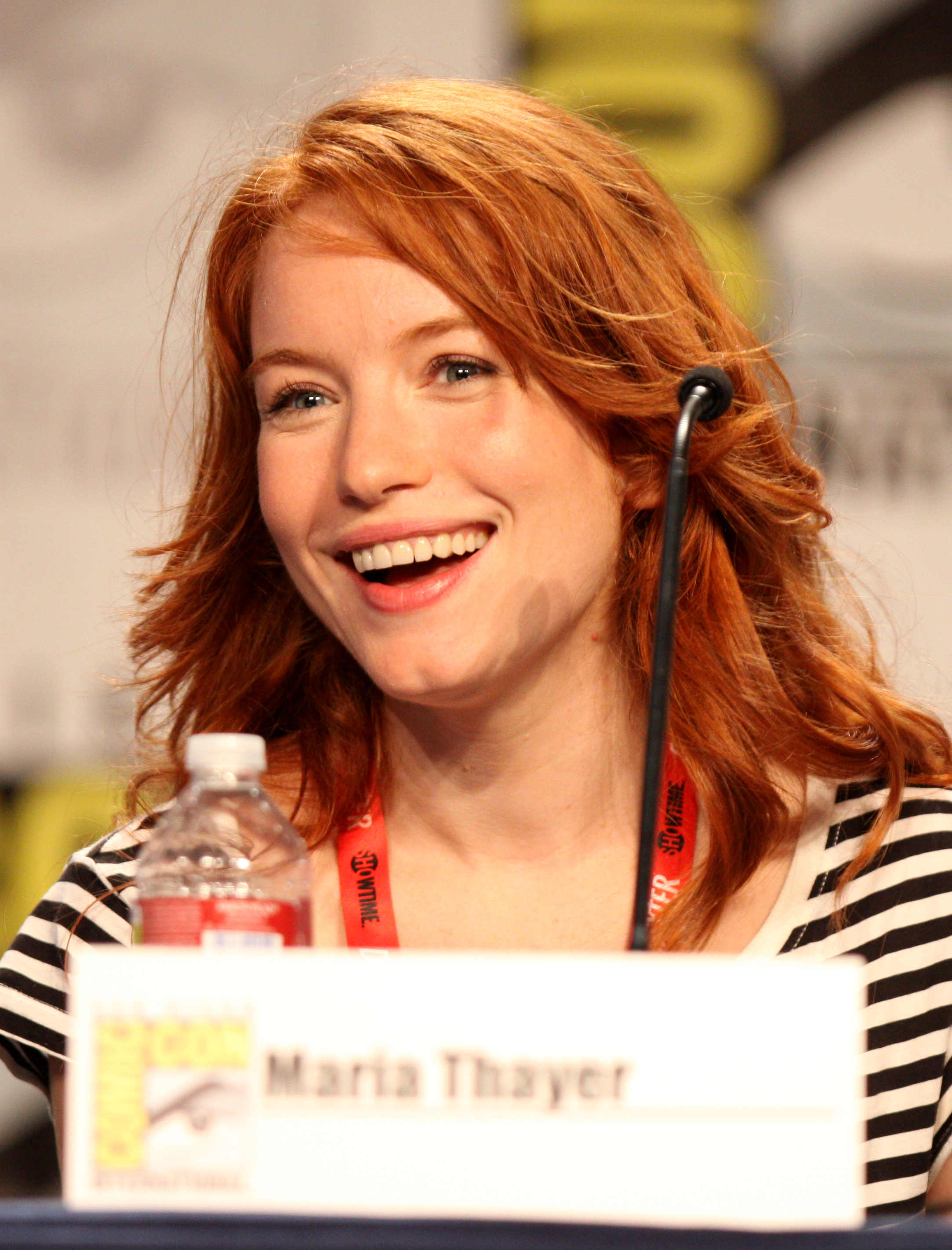
Maria Thayer (* 1975)

- Thayer, Martin Russell (1819–1906), US-amerikanischer Politiker
- Thayer, Max (* 1946), US-amerikanischer Schauspieler
- Thayer, Nancy (* 1943), US-amerikanische Autorin
- Thayer, Nate (* 1960), US-amerikanischer Journalist
- Thayer, Sylvanus (1785–1872), US-amerikanischer Brigadegeneral der US Army, Superintendent der US Military Academy in West Point
- Thayer, Theodora (1868–1905), US-amerikanische Malerin und Kunstpädagogin
- Thayer, Thomas (1812–1886), US-amerikanischer Universalist der Religionswissenschaften
- Thayer, Tommy (* 1960), US-amerikanischer RockmusikerTommy Thayer (* 1960)

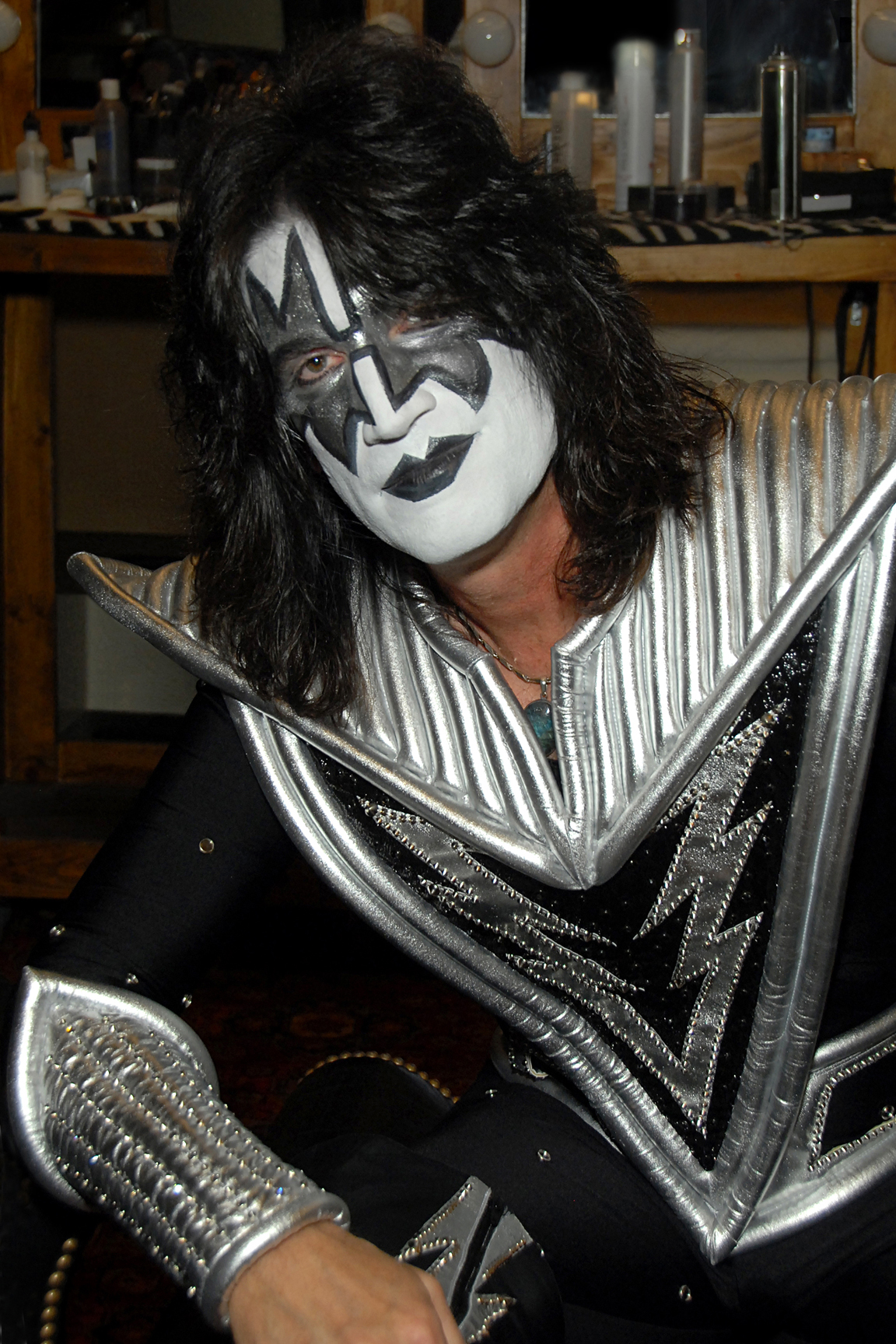
Tommy Thayer (* 1960)

- Thayer, Webster (1857–1933), US-amerikanischer Richter
- Thayer, Whitney Eugene (1838–1889), US-amerikanischer Organist und Komponist
- Thayer, William Wallace (1827–1899), US-amerikanischer Jurist und Politiker
- Thayil, Kim (* 1960), US-amerikanischer Gitarrist
- Thays, Carlos (1849–1934), französisch-argentinischer Landschaftsarchitekt
- Thaysen, Birgitta (* 1962), deutsche Fotokünstlerin
- Thaysen, Uwe (1940–2007), deutscher Politikwissenschaftler
- Thayssen, Axel (1885–1952), dänischer Tennisspieler
- Thayßner, Zacharias, deutscher Orgelbauer

### Thaz
- Thazhath, Andrews (* 1951), indischer Geistlicher, syro-malabarischer Erzbischof von Trichur